# Tierpark Berlin
Koordinaten: 52° 30′ 1,1″ N, 13° 31′ 57″ O
Der Tierpark Berlin ist einer der beiden zoologischen Gärten in Berlin. Er wurde 1955 im Ortsteil Friedrichsfelde eröffnet. Mit 160 Hektar Fläche ist er der größte Landschaftstierpark in Europa. Ein Teil des Geländes wurde bereits 1821 vom Gartenbaumeister Peter Joseph Lenné als Landschaftsgarten gestaltet.
Zum Bestand des Tierparks zählen 7797 Tiere aus 632 Arten (Stand: 31. Dezember 2023). Besondere Anerkennung genießt er für die Zucht von Afrikanischen Elefanten. Träger des Tierparks ist die Tierpark Berlin-Friedrichsfelde GmbH, deren Gesellschafter die Zoologischer Garten Berlin AG ist.

## Geschichte

### 1954: Gründung des Tierparks in Ost-Berlin

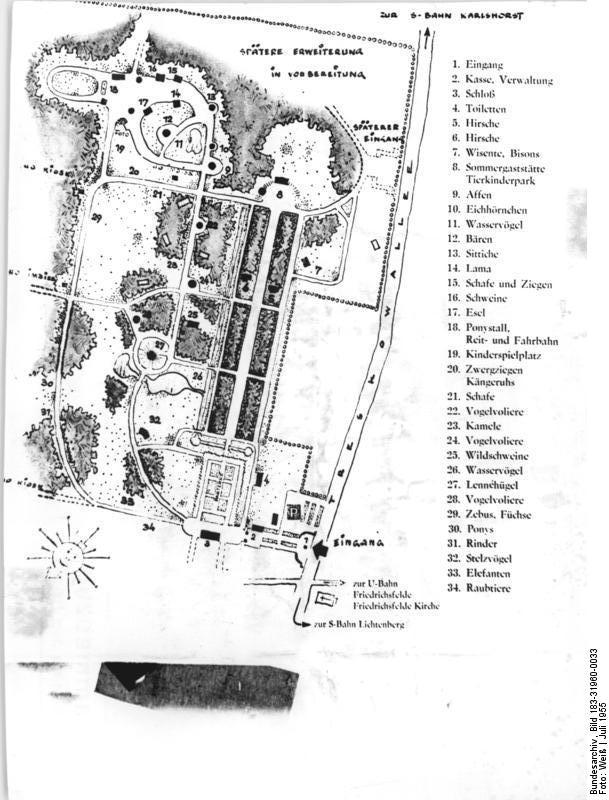
Planskizze, 1955

Der Tierpark Berlin entstand aufgrund der Teilung Deutschlands nach dem Zweiten Weltkrieg. Der Zoologische Garten Berlin lag im britischen Sektor Berlins, daher fehlte Ost-Berlin eine eigene tiergärtnerische Einrichtung. Als geeignete Fläche wurde der Schlosspark Friedrichsfelde ausgewählt, weil dieser nach der Enteignung seiner Eigentümer 1945 nicht mehr gepflegt worden war.
Als Gründungsdatum des Tierparks Berlin gilt der Beschluss des Ost-Berliner Magistrats vom 27. August 1954. Nach der symbolischen Grundsteinlegung am 30. November 1954 wurde der Tierpark in den Frühlingsmonaten 1955 von Aufbauhelfern des Nationalen Aufbauwerks aus Berlin und Umgebung hergerichtet. Der von Peter Joseph Lenné 1821 umgestaltete Landschaftspark mit dem Schloss Friedrichsfelde diente als Basis für den Aufbau des Tierparks; er blieb weitgehend erhalten und wurde den Bedingungen eines zoologischen Parkes angepasst. Breite Alleen, möglichst naturbelassene Waldbestände und großzügige Tieranlagen, die oft nur durch Wassergräben vom Besucher getrennt sind, sowie Teich- und Wiesenanlagen prägen den Tierpark bei seiner Gründung. Für die Wiederherstellung des barocken Parks am Schloss wurden historische Pläne als Vorlage genutzt. Insbesondere den Wassergräben, den darüberführenden Brücken und den damit verbundenen tierhalterischen Möglichkeiten galt beim weiteren Ausbau ein besonderes Interesse.

### Einzug erster Zootiere ab 1955 unter Direktor Heinrich Dathe

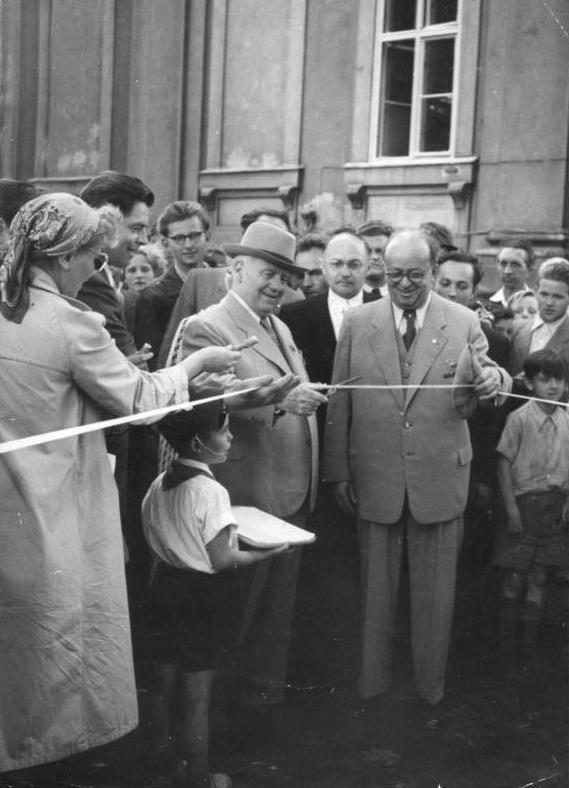
Eröffnung des Tierparks durch Wilhelm Pieck und Friedrich Ebert; dazwischen im Hintergrund Heinrich Dathe, ganz links Karin Rohn

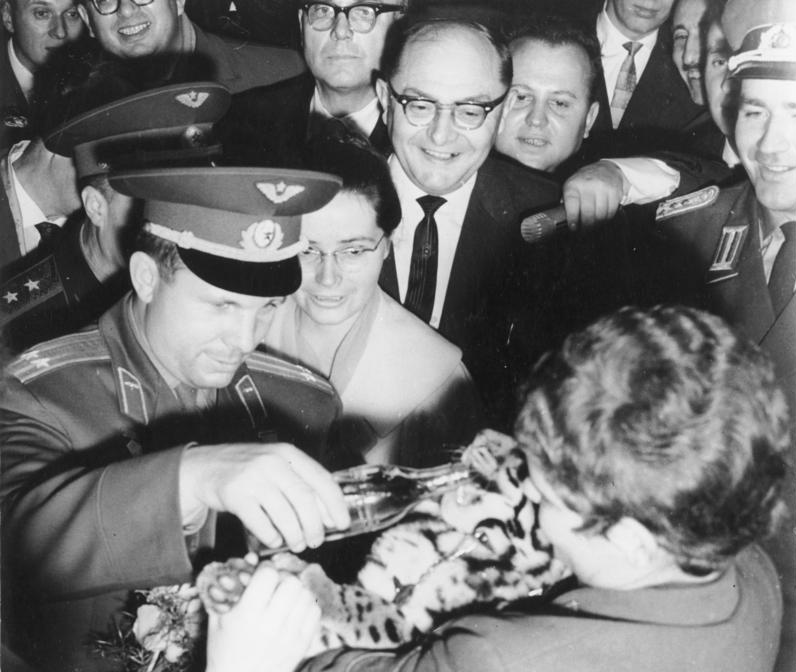
Juri Gagarin tauft ein Nebelparderbaby (1963)

Bei der Eröffnung des Tierparks durch den Ost-Berliner Oberbürgermeister Friedrich Ebert und den Präsidenten der DDR, Wilhelm Pieck, am 2. Juli 1955 konnten etwa 400 Tiere in 120 Arten besichtigt werden.
Der anfängliche Tierbestand setzte sich aus einigen Einkäufen zusammen, vor allem finanziert aus Spenden der Bevölkerung und von Betrieben der DDR. Bald trafen aus Zoos aus beiden Teilen Deutschlands und dem Ausland Tierspenden ein. So kamen Tiger aus Moskau, Maralhirsche aus Leningrad, Wisente aus dem Tierpark München-Hellabrunn und zwei asiatische Elefanten in die teilweise noch provisorischen Unterkünfte. In den Folgejahren wurde der Tierpark kontinuierlich erweitert, fast jährlich wurden neue Tieranlagen gebaut. Die Felsenanlagen für Bären und große Freisichtgehege machten dabei den Anfang. In jenen Anfangsjahren prägte sich der Charakter des Tierparks als weitläufige Parkanlage mit zoologischem Anspruch. Der Tierbestand des Tierparks erreichte im Laufe seiner Geschichte bis zu 10.000 Lebewesen mit über 1000 Arten. Die Fläche des Tierparks konnte kontinuierlich von anfänglich 60 Hektar auf heute 160 Hektar ausgedehnt werden.
Im Jahr 1961 verkündete die Leitung des Parks die Geburt eines Rosapelikans, dessen Zucht in einem Zoo in Deutschland zuvor noch nicht gelungen war. Das Tier erhielt den Namen Methusalem. Die Zucht weiterer Pelikanarten nahm damit ihren Anfang. Diese Wassertiere sind mittlerweile zu einem Symbol für den Berliner Tierpark geworden, was sich auch auf einer Briefmarke der DDR zeigte.
Bereits in der Aufbauphase übernahm Heinrich Dathe die Leitung des Tierparks, die er bis zu seiner Pensionierung nach seinem 80. Geburtstag im Jahr 1990 innehatte. Die Leitung des Tierparks unter Heinrich Dathe erhielt für ihre Bildungsarbeit und das Engagement später den Karl-Marx-Orden und den Vaterländischen Verdienstorden in Silber.

### Schloss Friedrichsfelde im Tierpark

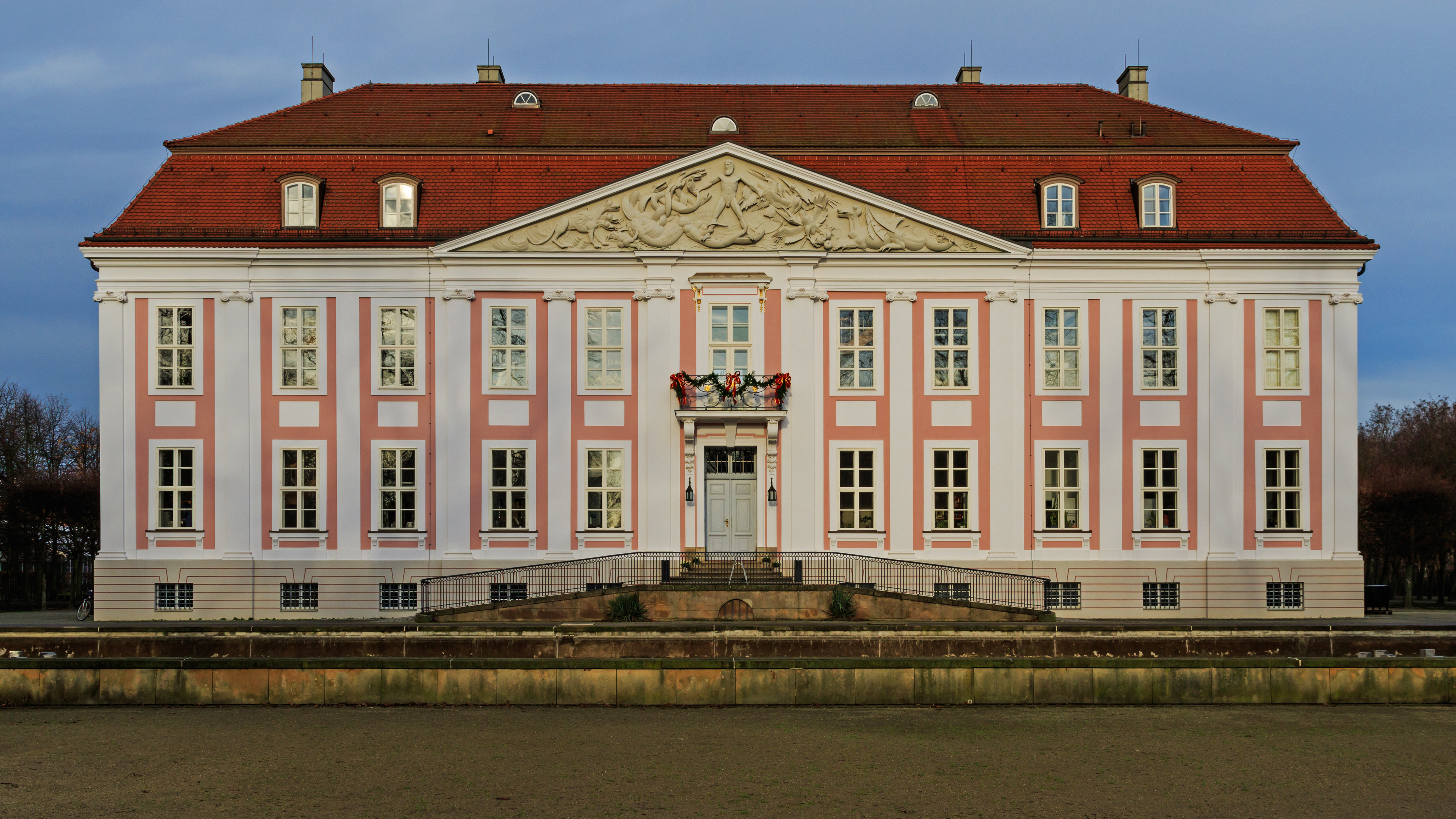
Schloss Friedrichsfelde (2015)

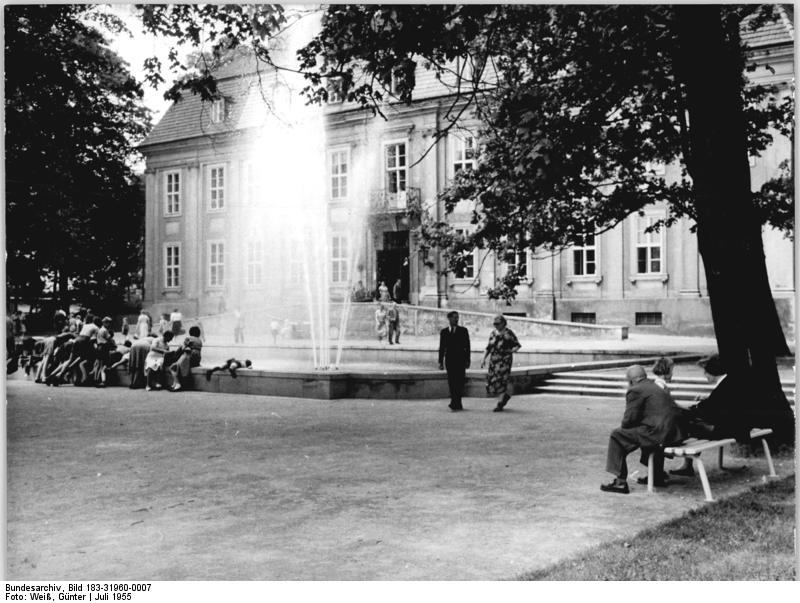
Schloss Friedrichsfelde, 1955

Das Schloss wurde 1695 als Schloss Rosenfelde im Auftrag des kurbrandenburgischen Marinedirektors Benjamin Raule erbaut. Es wechselte mehrfach die Besitzer, die es nach ihren Anforderungen umbauen und neu ausstatten ließen. Nach dem Zweiten Weltkrieg wurden die Besitzer enteignet, das Schloss durch jahrelangen Leerstand vernachlässigt und zwischenzeitlich als Schulungsheim genutzt. Erst mit der Erschließung des Geländes für den Tierpark fand sich eine neue Verwendung für das marode Gebäude als Stallanlage. In der weiteren Entwicklung sollte es eigentlich ganz abgerissen werden; der Ost-Magistrat entschloss sich jedoch zu einer ersten Grundsanierung, die 1970 begann. Von der ursprünglichen Inneneinrichtung blieben dabei die reich geschnitzte Treppe und der stuckierte Festsaal von 1785 erhalten. Die Räume wurden mangels originaler Möbel mit Einrichtungsstücken aus anderen Schlössern und Gutshäusern ausgestattet. Das Schloss wurde im Jahr 1981 erstmals wieder für Besucher geöffnet. Es wird in regelmäßigen Abständen für Konzerte und andere Veranstaltungen genutzt. In den 1980er Jahren diente das Schloss als Kulisse für das Fernsehen der DDR und die DEFA.

### Erbbegräbnis Treskow und Gedenkstätte auf dem Tierparkgelände

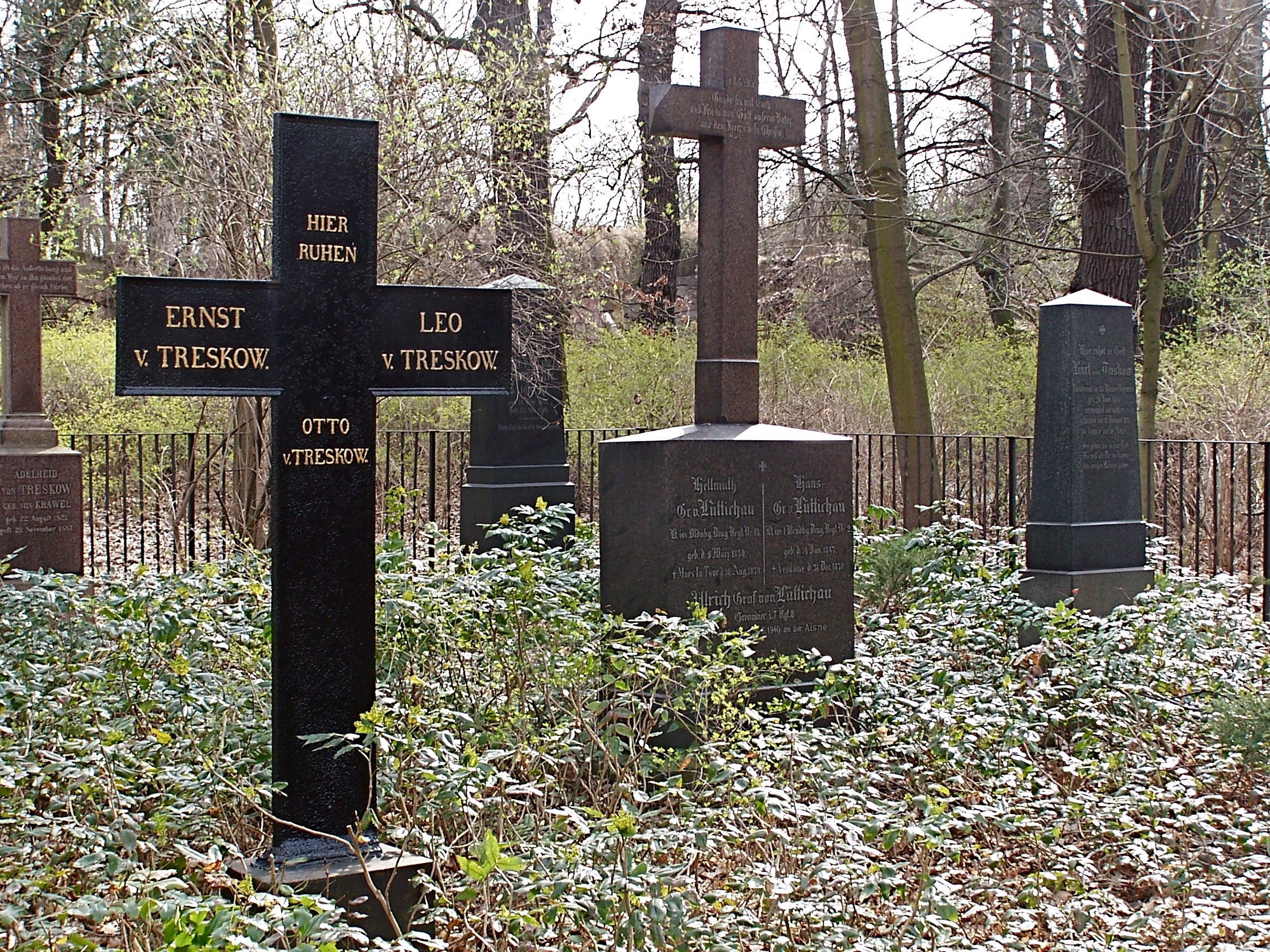
Erbbegräbnisstätte der Familie von Treskow-Friedrichsfelde

In die Tierparkgestaltung wurde auch die Erbbegräbnisstätte der Familie von Treskow-Friedrichsfelde nahe der Bärenschlucht und der Eisbärenanlage eingebunden. Der Familienfriedhof wurde 1821 von Carl von Treskow angelegt. Er hat eine Grundfläche von 96 m² und ist durch einen Metallzaun vom Besucherbereich des Tierparkgeländes abgegrenzt und durch Tore betretbar.
Ebenfalls im Süden des Geländes, in der Nähe der Möwenkuppel, gegenüber den Volieren für Uhus, ist ein Gedenkstein für die Häftlinge und Opfer des Arbeitserziehungslagers Wuhlheide aufgestellt worden, das die Geheime Staatspolizei von 1940 bis 1945 betrieben hatte. Direkt im ehemaligen Lagerbereich entstand das Verwaltungsgebäude des Tierparks.

### Weitere Gebäude und Anlagen
Im Jahr 1958 wurde der Wirtschaftshof des Tierparks ausgebaut. Im August desselben Jahres war die Wanderausstellung der Pandabärin Chi Chi zu Gast, die bis zu 400.000 Besucher in den Tierpark lockte. Die Inbetriebnahme des Heizhauses erfolgte im Jahr 1961. Mit der Eröffnung des nach Alfred Brehm benannten Raubtierhauses und der Cafeteria im Jahr 1963 war die Topographie des Tierparks für lange Zeit weitestgehend festgelegt. Das nach dem Zoologen Alfred Brehm benannte Raubtierhaus hatte anfangs eine Fläche von 5300 Quadratmetern und galt als das größte Tierhaus der Welt.
Das Verwaltungsgebäude wurde 1969 vollendet. 1973 bekam der Tierpark mit dem U-Bahnhof Tierpark einen U-Bahn-Anschluss an die damalige Linie E (heute: Linie U5). 1974 wurde der Karl-Foerster-Garten im Tierpark eröffnet, angelegt nach Prinzipien des Namensgebers Karl Foerster. Zwei Jahre später wurde der frühere Eingang zum Schlosspark zum neuen Haupteingang anstelle des provisorischen Eingangs am Bärenschaufenster. Das restaurierte Schloss Friedrichsfelde konnte 1981 wieder eröffnet werden. 1986 wurde das neue Terrassen-Café – Entwurfsleitung Gerd Pieper – eröffnet, das heute unter anderem der Veranstaltungsort für die jährlichen Pfingstkonzerte ist. 1989 wurde das Dickhäuterhaus eröffnet.
Mit dem Bau des Dickhäuterhauses, das 1989 fertiggestellt wurde, endete die Tierparkentwicklung in der DDR.

### Tierpark nach 1990: neue Rechtsform, neuer Direktor, mehrfache Erweiterungen
Nach dem Fall der Mauer 1990 musste der damals 80-jährige Direktor des Tierparks, Heinrich Dathe, die Leitung abgeben, da der Einigungsvertrag keine Übernahme von Mitarbeitern des öffentlichen Dienstes zuließ, die bereits über 60 Jahre alt waren. Damals wurde diskutiert, ob Berlin zwei zoologische Gärten brauche oder ob der Tierpark aufgelöst werden solle. Mit der Berufung des Zoologen Bernhard Blaszkiewitz als neuem Direktor kam die Diskussion 1991 zum Erliegen. Die Rechtsform des Tierparks wurde von einer Körperschaft zur Tierpark Berlin-Friedrichsfelde GmbH umgewandelt. Die Kooperation mit dem seit 1844 bestehenden Zoologischen Garten Berlin wurde zunehmend intensiviert.
Im Jahr 1994 zeigte der Tierpark erstmals in Deutschland für einige Wochen zwei Queensland-Koalas: Dinki-Di und Gidgee waren während ihres Gastaufenthaltes in einer Vitrine im Alfred-Brehm-Haus untergebracht.
Ab Mitte der 1990er Jahre wurden für den Tierpark neue Tieranlagen errichtet und die Infrastruktur ausgebaut.
Zum 1. Juli 2006 wurde Blaszkiewitz, weiterhin Geschäftsführer und Direktor, zum „weiteren ordentlichen Vorstandsmitglied“ des Zoologischen Gartens Berlin berufen. Ab dem 31. Januar 2007 war er in Personalunion auch Direktor des Zoologischen Gartens Berlins, nachdem der bisherige Amtsinhaber Jürgen Lange in den Ruhestand gegangen war. Seit April 2014 ist der Tierarzt Andreas Knieriem Direktor, sowohl des Zoologischen Gartens als auch des Tierparks Berlin. Am 1. April 2015 wurden erste Pläne zur Umgestaltung des Tierparks vorgestellt, die unter anderem die Umgestaltung des Alfred-Brehm-Hauses sowie des Eingangs Bärenschaufenster vorsahen. Außerdem war ein neues Orientierungskonzept zu erstellen. Das umgestaltete Alfred-Brehm-Haus wurde im Juli 2020 wiedereröffnet.

### 2015 bis heute: Umbau zum Geozoo
Ein Ziel- und Entwicklungsplan von 2014 und ein Masterplan aus dem Jahr 2022 sehen die Umgestaltung des Tierparks zu einem Geozoo vor und dokumentieren geplante Bauprojekte bis 2035. Die Struktur des Geozoos setzt bei den vorhandenen regionalen Schwerpunkten von benachbarten Tieranlagen an, wie dem Afrika-Revier. Neben den nach Kontinenten benannten Zoobereichen gibt es in dem Plan einige Anlagen und Häuser, die nicht dieser Geozoo-Struktur zugeordnet sind, beispielsweise das Alfred-Brehm-Haus (Dschungelwelt bzw. Regenwaldhaus) oder die geplante Tieranlage Farmen der Welt.
Folgende Neu- oder Umbauten wurden bis Ende 2024 fertiggestellt: das Regenwaldhaus/Alfred-Brehm-Haus (2020), der Himalaya (2022), die Savanne inklusive Giraffenpfad (2023) und die Otter-Insel (2024). Der 2020 begonnene Umbau des Dickhäuterhauses soll 2026 abgeschlossen werden. In der Vorbereitungsphase befinden sich folgende Projekte: eine Löwenanlage, die Anlage Afrikanische Halbwüste und eine Anlage für Breitmaulnashörner, die 2026 fertiggestellt werden soll.
Zwischen dem 11. Januar und Ende Januar 2025 waren der Tierpark und der Zoo geschlossen, da im Berliner Umland die Maul- und Klauenseuche aufgetreten war.

## Tieranlagen (Auswahl)

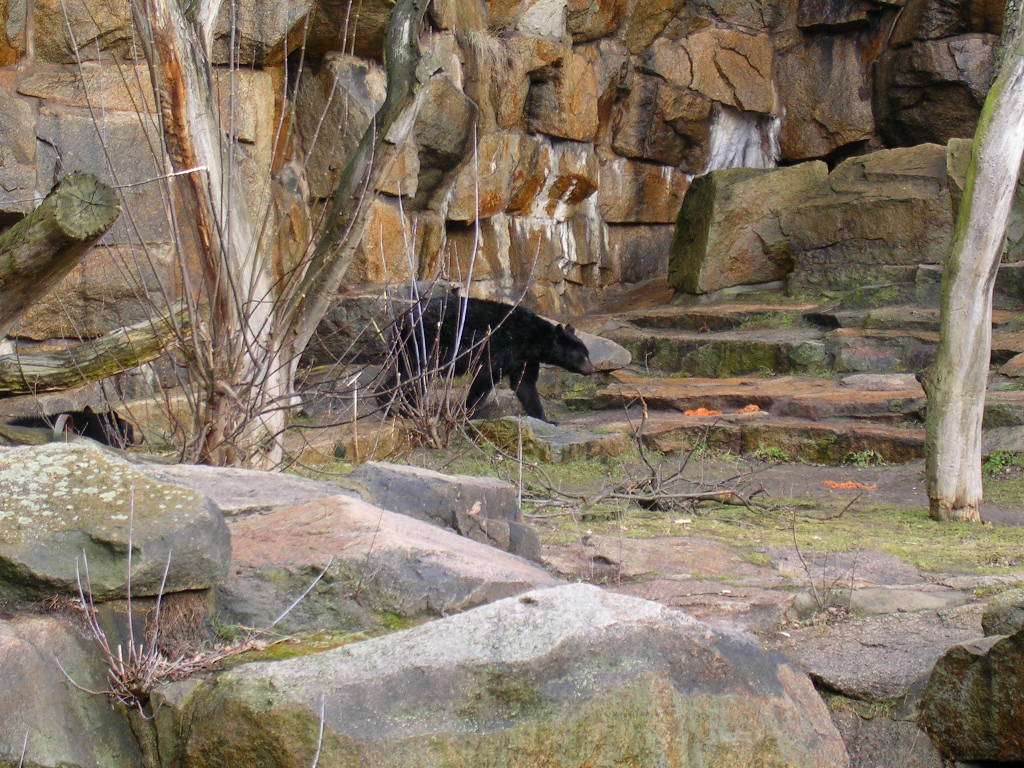
Baribal im Bärenschaufenster vor dem Umbau 2006

### Nordamerika
Am Haupteingang des Tierparks liegen zwei Anlagen, die Tierarten aus Nordamerika zeigen: ein großes Gehege für Waldbisons und eine im Jahr 2016 eröffnete Anlage für die Vergesellschaftung von Schwarzschwanz-Präriehunden mit Baumstachlern. Weitere nordamerikanische Tierarten, die im Tierpark leben, sind die Alaska-Moschusochsen und die Schneeziegen. Sie sind in Gehegen im nordöstlichen Abschnitt des Tiergartens untergebracht. Diese Tiere werden nur in wenigen anderen europäischen Zoos gehalten. Bei den Moschusochsen und Schneeziegen verzeichnet der Tierpark regelmäßig Nachzuchten.

### Bären und weitere Wildtiere
Im Tierpark gibt es drei große Bärenanlagen aus Felsgestein, die zugleich auch eines der größten Bauvorhaben aus den Anfangsjahren des Tierparks waren. Das vorgelagerte Bärenschaufenster direkt an der Straße Am Tierpark wurde 1958 eröffnet und 2007 umgebaut. Die Anlage beherbergte Amerikanische Schwarzbären, auch Baribals genannt, steht allerdings seit 2019 leer. Im Jahr 2006 wurden die Bärenschlucht und die Eisbärenanlage fertiggestellt. In der Bärenschlucht werden heute Brillenbären gezeigt. Die Brücke über die Schlucht wurde in den 1990er Jahren abgetragen, nachdem sie zuvor jahrelang für den Besucherverkehr gesperrt war. Für die Granitfelsen der Eisbärenanlage fanden unter anderem Steine des alten Berliner Reichsbankgebäudes Verwendung. Das Schwimmbecken der Eisbären fasst 2000 m³ Wasser. Der seitliche Wasserfall ist auch im Winter in Betrieb.
Die Anlage der Malaienbären ist seit Juli 2020 Teil des neugestalteten Alfred-Brehm-Hauses.
1996 wurde unweit der Eisbärenanlage ein Freigehege angelegt, in dem jahrelang Waldbisons gehalten wurden, heute sind dort Elche zu sehen.

### Alfred-Brehm-Haus

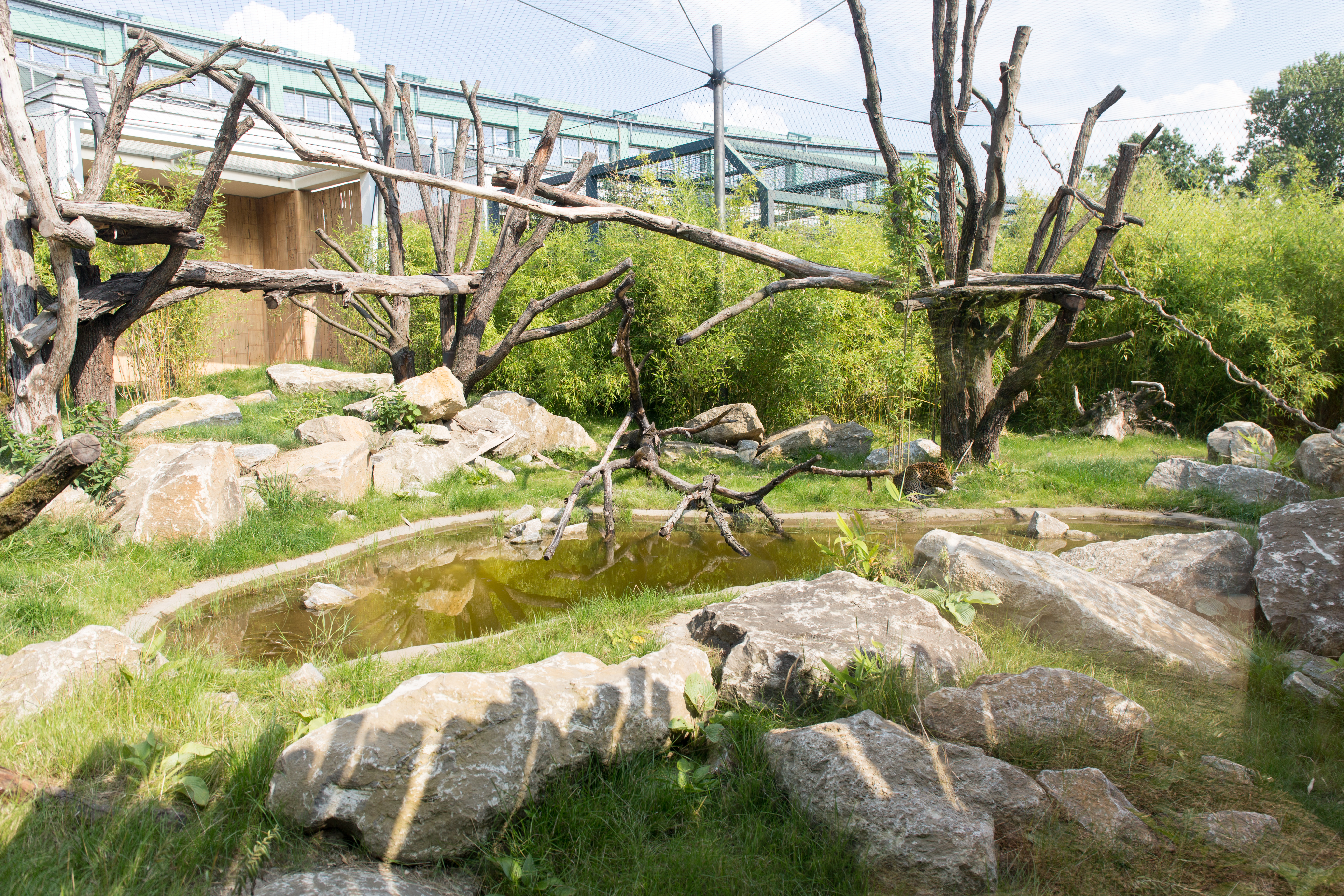
Alfred-Brehm-Haus nach der Renovierung 2020: Außenanlage für Java-Leoparden

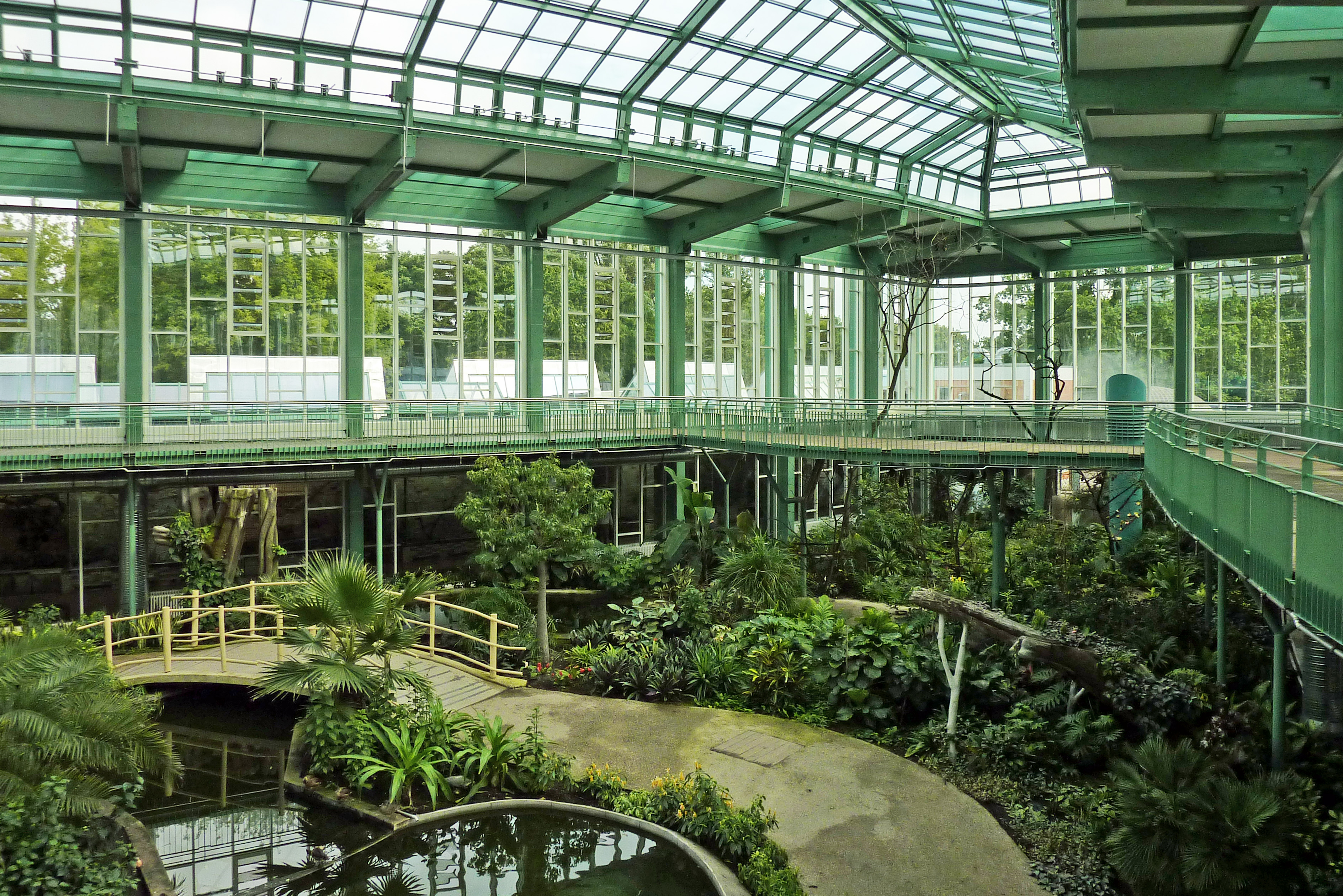
Tropenhalle im Alfred-Brehm-Haus nach der energetischen Sanierung, 2014

Das Alfred-Brehm-Haus wurde zeitgleich mit der Cafeteria, die damals in der Mitte des Parks stand, im Jahr 1963 eröffnet und umfasst eine Fläche von 5300 m². Geplant und gebaut wurde das Gebäude von 1956 bis 1963 unter der Leitung des Architekten Heinz Graffunder. Als es am 30. Juni 1963 eingeweiht wurde, feierte man es als größtes und modernstes Tierhaus der Welt. Die im Zentrum des Hauses gelegene Tropenhalle mit einer Grundfläche von 1100 m² ist bis zu 16 m hoch und beherbergt neben tropischen Pflanzen wie Gummibäumen, Bambus, Kaffeesträuchern und Palmen auch tropische Vogelarten und Indische Riesenflughunde. Das Haus hat von oben eine Dreiecksform, die ein Raubtier mit zwei Pranken darstellen soll. Als Besonderheit hat das Raubtierhaus in diesen Pranken große Felsenanlagen im Inneren. Außerdem begrenzen die beiden Flügel des Gebäudes zwei kleinere Felsenfreianlagen. Zwischen den verschiedenen Innengehegen für Großkatzen wurden im ganzen Haus Vitrinen für seltene tropische Vögel aufgebaut. Benannt ist das unter Denkmalschutz stehende Haus nach dem Zoologen Alfred Brehm. 1996–1997 wurden die Außenanlagen am Alfred-Brehm-Haus erweitert.
Das Alfred-Brehm-Haus war von 2018 bis Juli 2020 für einen umfangreichen Umbau und eine Renovierung geschlossen. Das Y-förmige Gebäude mit dem markanten Flachdach blieb dabei in seiner Grundstruktur erhalten. Das einst weltweit größte Raubtierhaus wurde zum Regenwaldhaus mit zentraler Tropenhalle umfunktioniert. In diesem Zeitraum wurden insbesondere die Gehege der Raubkatzen nach außen erweitert und die Anzahl der Arten reduziert. In den beiden Felsenanlagen sind Sumatra-Tiger und Malaienbären in Vergesellschaftung mit Binturongs untergebracht, welchen nach dem Umbau jeweils 1000 m² zur Verfügung stehen. Malaienbär Johannes verstarb unerwartet am 21. März 2022 im Alter von 25 Jahren. Seither ist nur seine Mutter Tina (Stand: März 2022: 33 Jahre) auf der Anlage. Die früheren Raubkatzengehege dienen seit dem Umbau als Ergänzung für die Außenanlagen der Tiere sowie als Quarantänestationen und Winterquartier für Filander und Goodfellow-Baumkängurus. Mit einer reversiblen Überdeckung der mit Fliesen verkleideten Rückwand wurde die historische Bausubstanz erhalten und gleichzeitig eine Neugestaltung des gezeigten Landschaftsausschnitts realisiert. In den Besucherkorridoren befinden sich Terrarien. In der tropischen Halle wird unter anderem Europas einziger Malaienuhu gehalten.

### Großkatzenfreianlagen und Vogelvolieren

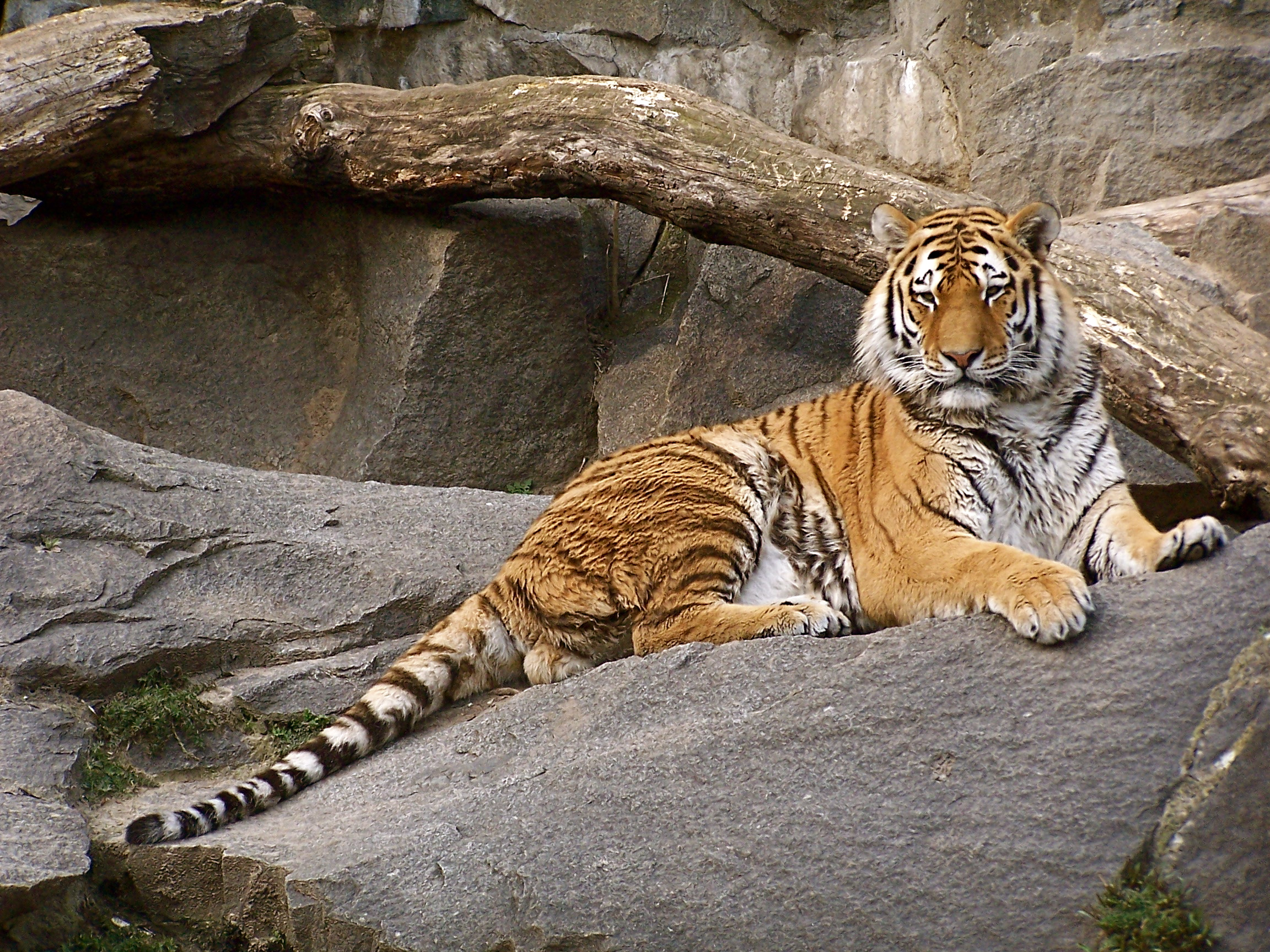
Sibirischer Tiger auf einer Freianlage am Alfred-Brehm-Haus

Eine 1000 m² große Freianlage ist den Geparden vorbehalten. Sie ist im Frühjahr 2000 an der östlichen Rückseite des Alfred-Brehm-Hauses eingerichtet worden. Auf dem Nachbargelände wurde dort bereits im Jahr 1965 eine 60 Meter lange und neun Meter hohe Greifvogel-Voliere mit einer maximalen Breite von 33 Metern eingeweiht, in der nun ausschließlich Geier untergebracht sind. Seit 2020 ist die Voliere begehbar. 2022 wurden die Greifvögel mit einer Gruppe Ostafrikanischer Grauhalskronenkraniche vergesellschaftet. Weitere Volieren für Uhus, Eulen und andere Greifvögel sowie auch für viele andere Vogelarten sind an verschiedenen Orten im Tierparkgelände zu finden.
Von den im Tierpark in Gehegen gehaltenen Vögeln ist ein weiblicher Truthahngeier, der hier 1960 geschlüpft ist, seit dem Tod des Zoo-Flamingos Ingo im Jahr 2024 nunmehr der älteste Vogel Berlins.

### Weitere Raubtieranlagen
Gegenüber der Nordseite des Alfred-Brehm-Hauses beginnt ein Gürtel mit Anlagen für primär Hundeartige aber auch Katzenartige: Mähnenwolf, Arabische Streifenhyäne, Amur-Buntmarder, Manul, Südafrikanischer Löffelhund, Zebramanguste, Tüpfelhyäne und Kiangsi-Rothund. Eine Anlage, auf der Waldhunde gehalten wurden steht seit Juli 2023 leer. Die Waldhunde wurden mit den Brillenbären auf deren Anlage vergesellschaftet.

### Dickhäuterhaus

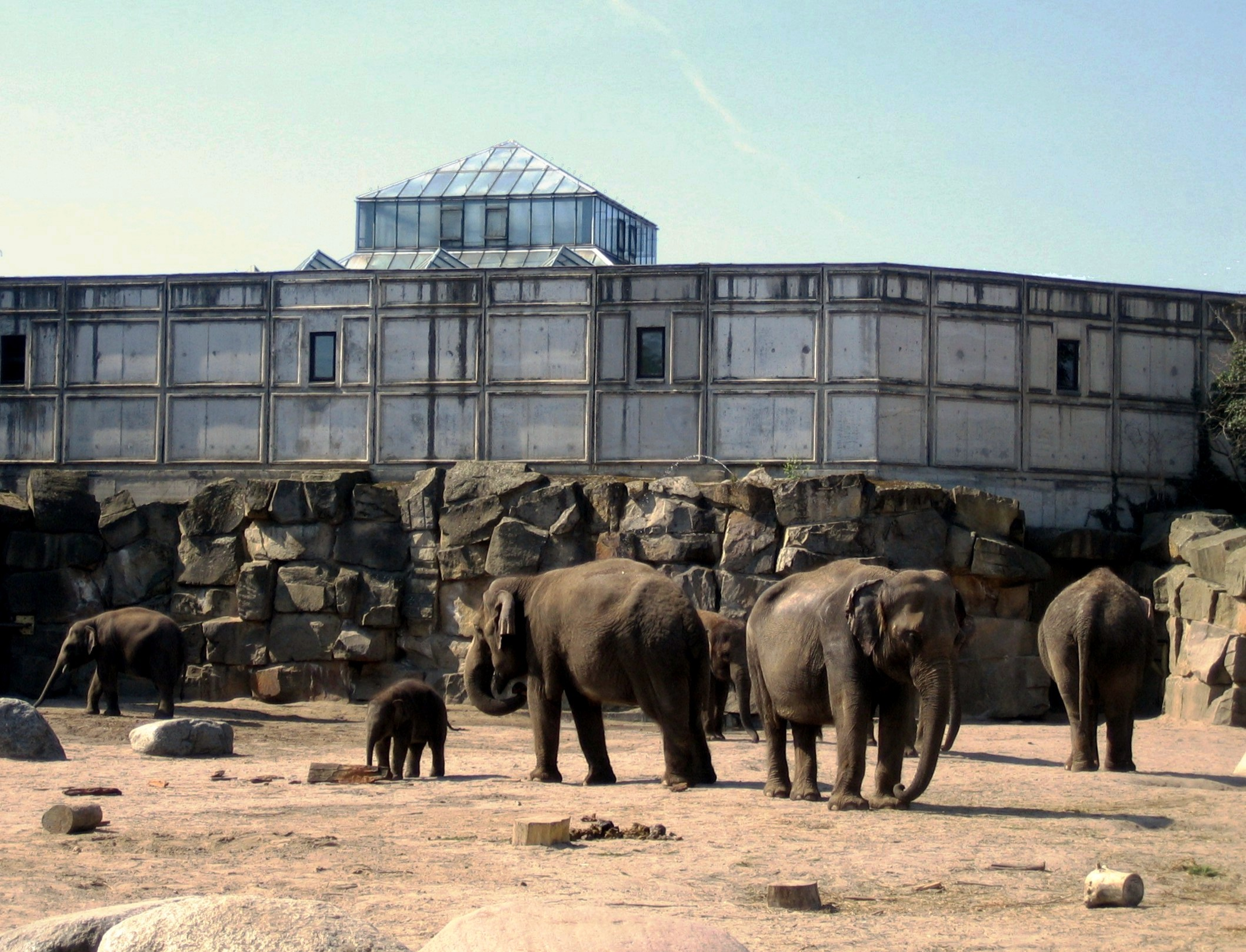
Ehemaliges Dickhäuterhaus mit Asiatischen Elefanten, etwa 2009

Das Dickhäuterhaus, nach seinen größten Bewohnern auch Elefantenhaus genannt, wurde 1989 eröffnet. Als einziger Zoo in Deutschland hielt der Tierpark Berlin je eine Zuchtgruppe Asiatischer und Afrikanischer Elefanten. Um das Dickhäuterhaus mit einer Fläche von 6000 m² waren jeweils zwei Außenanlagen (Bullen- und Herden-Gehege) für beide Elefantenarten eingerichtet. Zwei weitere Außenanlagen waren den Nashörnern vorbehalten. Im Jahr 1999 kam mit dem Afrikanischen Elefantenkalb Matibi (♀) der erste im Tierpark Berlin lebend geborene Elefant zur Welt.
Neben den Elefanten wurden im Dickhäuterhaus unter anderem Panzernashörner gehalten. Dort lebte auch der Breitmaulnashornbulle Mtandane, der 2008 verstarb. In der Mitte des Dickhäuterhauses befand sich ab 1994 ein etwa 200.000 Liter fassendes Wasserbecken für Seekühe. Des Weiteren waren Tamanduas, Kurzschnabel-Ameisenigel und verschiedene Krallenaffenarten im Dickhäuterhaus untergebracht.

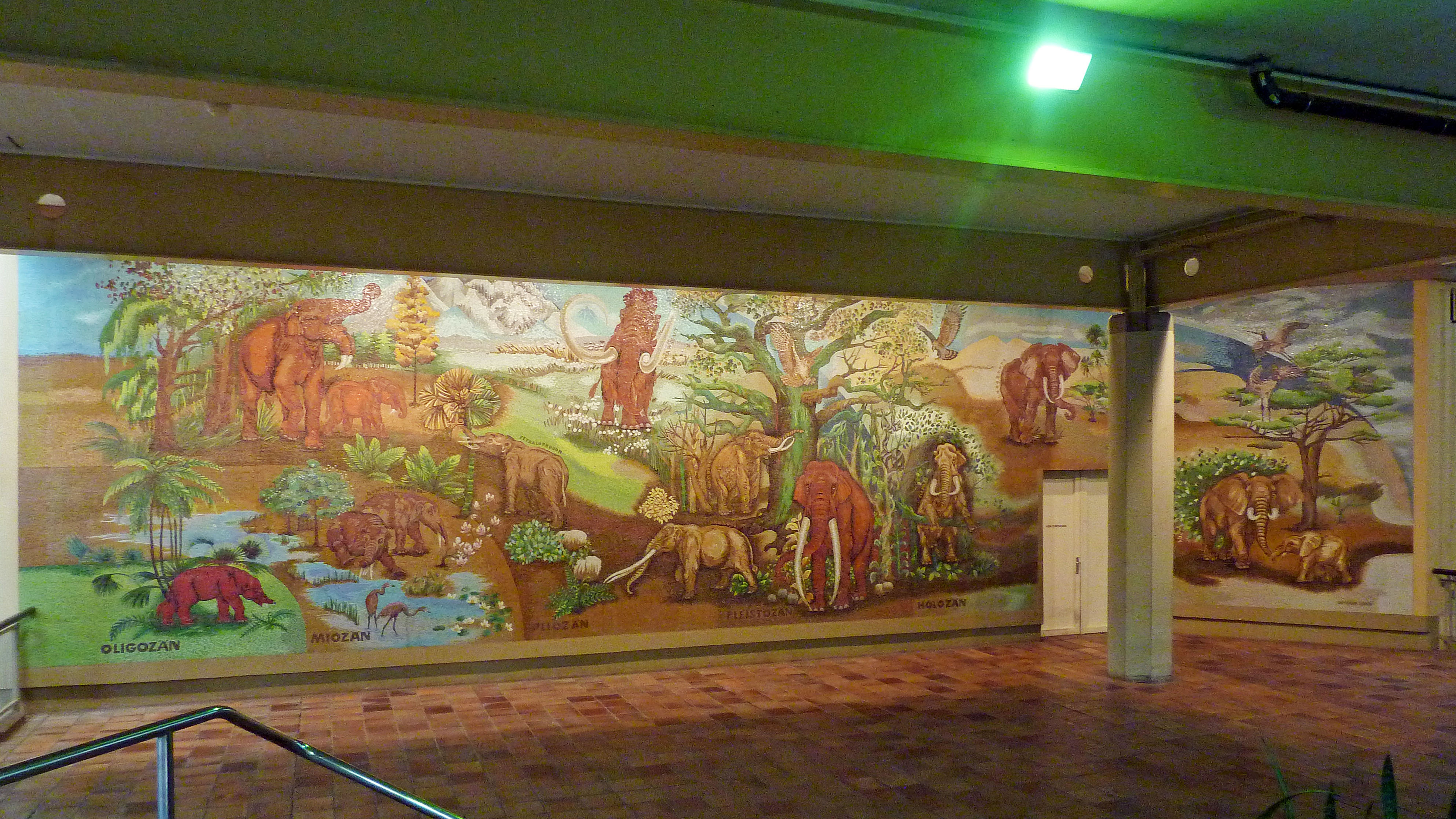
Mosaik Die Entwicklungsgeschichte der Rüsseltiere von Ortraud Lerch (1989)

Seit dem Spätsommer 2020 ist das Dickhäuterhaus wegen Neubaus geschlossen. Der Rohbau war im Frühjahr 2024 nahezu abgeschlossen. Das Richtfest konnte am 14. November 2024 begangen werden. Nach der Wiedereröffnung, die für das Jahr 2026 geplant ist, sollen nur noch Afrikanische Elefanten gehalten werden, denn der Tierpark wird nach Kontinenten gegliedert. Die Anlage bekommt dann den Namen Savannenlandschaft.

### Giraffenhaus und benachbarte Anlagen
Neben dem Dickhäuterhaus liegt die 7400 m² große Freifläche des Giraffenhauses. Das provisorische Gebäude von 1960 an gleicher Stelle musste länger als Tierdomizil dienen, als ursprünglich geplant war. Der Neubau wurde 1995 eröffnet und mit weiteren Zootieren aus Afrika besetzt. Damit ist das Giraffenhaus inhaltlich eine Africanum-Anlage, in der die Tierwelt Afrikas gezeigt wird. Der Weg zu dem Haus führt am Variwald vorbei, das die namensgebenden Varis beherbergt. Der erste Abschnitt des Africanums, der Zebras und Wildeseln vorbehalten ist, wurde 1996 eingeweiht. Im Folgejahr wurde mit den Anlagen für die Wüstenantilopen der zweite und 1998 mit den Freigehegen für die Rot- und Kaffernbüffel der dritte Bauabschnitt fertiggestellt. In den Bereich des Africanums ist das 2003 eröffnete Gehege für die Südafrikanischen Blauhalsstrauße eingebettet. Ein weiterer Weg vom Giraffenhaus führt zum Affentempel mit Berberaffen.
Die Freifläche wurde schrittweise als Savannenlandschaft umgestaltet. Sie umfasst eine Fläche von 37.000 m² und wurde im Frühjahr 2023 eröffnet. Es entstand ein hochgelegener Giraffenpfad. Das ist ein 2,20 m über dem Gelände liegender, drei Meter breiter und rund 120 m langer hölzerner Steg. An seinen Zugängen sind überdachte Aussichtsplattformen installiert. Auf dem Pfad können Besucher den Rothschild-Giraffen bei deren Freigang direkt in die Augen schauen und sie unter Anleitung auch füttern. Zudem sind von hier aus Wasserstellen zu sehen, an denen Rosapelikane angesiedelt sind.

### Affenhaus
Im Jahr 2000 wurde mit der Eröffnung des Affenhauses der vierte und letzte Bauabschnitt des Tierparks beendet. Eine naturnahe Umgestaltung der Gehege und Freianlagen mit Baumstämmen, Ästen, Tauen, Kunstfelsen und Wandgestaltungen wurde Anfang 2019 abgeschlossen. Die Freianlagen bewohnen Roloway-Meerkatzen, Rotbauchmakis und Halsbandmakis in Vergesellschaftung mit Strahlenschildkröten, Dscheladas sowie Neuweltaffen wie Rote Brüllaffen und die vom Aussterben bedrohten Gelbbrust-Kapuziner. Ein Fingertier hat Anfang 2025 ein Gehege im Affenhaus bezogen. Die seltene Art wird in Deutschland sonst nur noch im Zoo Frankfurt gehalten.
Seit 2017 bringt eine Ausstellung in dem Affenhaus den Besucherinnen und Besuchern das Thema „Artenschutz“ nahe.
Primaten werden im Tierpark Berlin außerdem im Variwald gehalten sowie auf der in der Nähe des Giraffenhauses gelegenen Tempelanlage. Diese war bis 2003 den Japanmakaken vorbehalten und ist nun mit Berberaffen besetzt. In der Nähe des Schlosses Friedrichsfelde leben Weißhandgibbons auf einer großen Außenanlage, im Himalaya-Revier Francois-Languren.

### Himalaya-Gebirgsregion

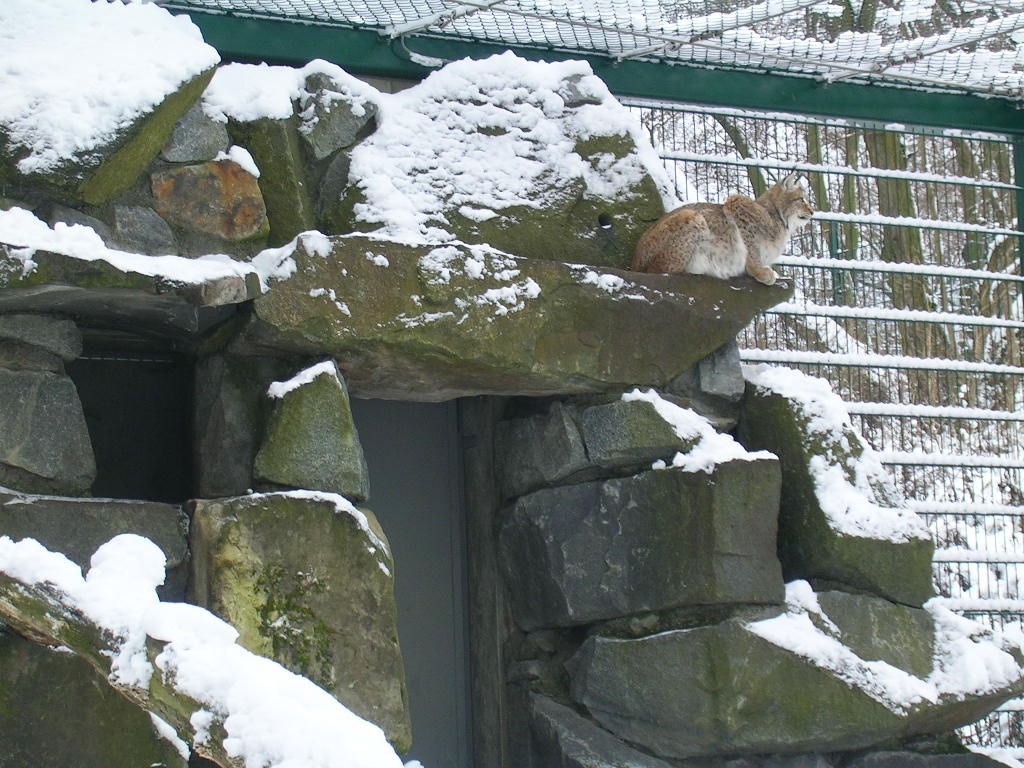
Felsen-Freigehege für Altai-Luchse

Auf dem bepflanzten, bis zu 67 Meter hohen Trümmerberg von Friedrichsfelde, der in den ersten Nachkriegsjahren an der heutigen Bundesstraße 1 Auffangort für acht Millionen Tonnen Gebäudeschutt war und zum Wirtschaftsgelände des Tierparks gehört, entstand in mehreren Bauetappen eine typische Hochgebirgsregion. Im Jahr 2002 wurde der erste Teil der Gebirgstieranlagen errichtet, der deren asiatischen Vertretern vorbehalten ist. Huftiere wie Blauschafe, Kreishornschafe, Weißlippenhirsche sind dort ebenso vertreten wie Riesenseeadler, Habichtskäuze und Altai-Luchse. Das acht Hektar große Areal des Trümmerbergs war zusammen mit weiteren acht Hektar zu DDR-Zeiten vom Ministerium für Staatssicherheit gesperrt worden, weil sich deren benachbarte Bezirksverwaltung nebst vier Kreisdienststellen nicht von dort aus in die Fenster schauen lassen wollte. Hinter dem Affenhaus stehen heute noch verzierte Sichtblenden aus Beton.
Im Jahr 2004 wurde der zweite Abschnitt für die europäischen Gebirgstiere eröffnet.
Die Landschaftsarchitekten von Hager Partner AG führten ab 2018 die Projektplanungen dahingehend weiter, dass der eigentliche Schuttberg voll mit einbezogen werden kann. Anfang 2021 begannen die entsprechenden Bauarbeiten, für die der Senat von Berlin 4,85 Millionen Euro bereitstellt. Bereits Ende Juli 2021 war der dritte Bauabschnitt soweit fertiggestellt, dass ein neues Eingangstor an der Straße Alt-Friedrichsfelde offiziell enthüllt werden konnte. Der Berliner Wirtschaftssenator Matthias Kollatz und der Tierparkdirektor Andreas Knieriem hatten zum Pressetermin geladen. Bei dieser Gelegenheit informierte Knieriem darüber, dass die nachgestaltete Anlage Himalaya-Gebirgsregion heißen soll. Umgesiedelt wurden die Elche in Waldregionen nahe der Eisbärenanlage, der Daueraufenthalt für rund 20 unterschiedliche Gebirgstierarten ist geplant.

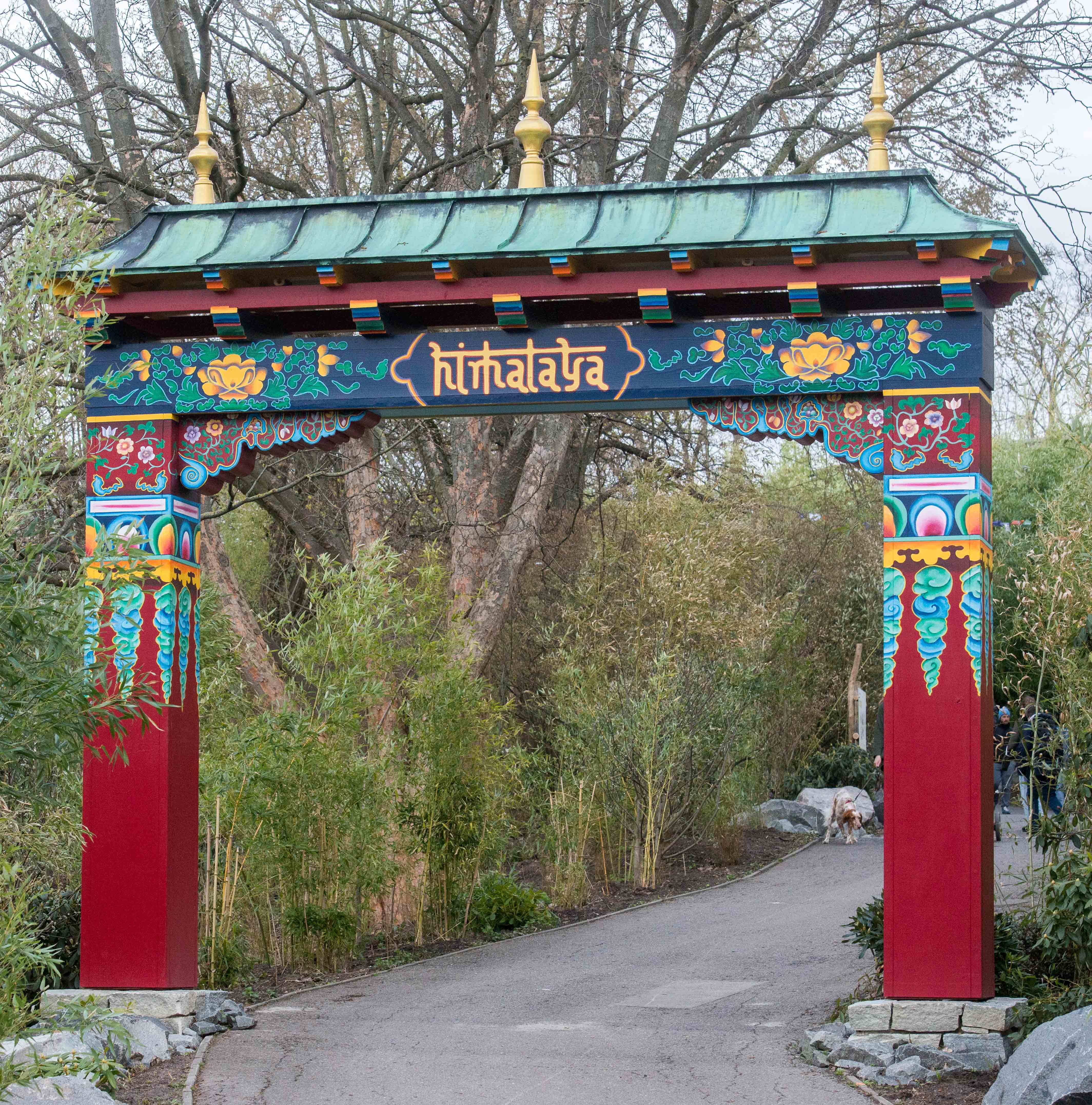
Eingangstor zur Himalaya-Gebirgsregion

Am 5. April 2022 eröffnete die neugestaltete Gebirgsregion. Neben den bereits hier genannten kommen folgende Tierarten hinzu: Himalaya-Glanzfasan, Satyrtragopan, Rotschnabelkitta, Manul, Östlicher Kiang, Sibirischer Steinbock, Schneeleopard, Pater-David-Felsenhörnchen, sowie Francois-Languren und verschiedene Häherlinge wie der Silberohr-Sonnenvogel. Im Tal der Takine trifft man nicht nur auf verschiedene Arten selbiger, sondern auch auf Westliche Kleine Pandas, Chinesische Gorale und Ostchinesische Schopfhirsche.
Langfristig entstehen seit einigen Jahren Tierparkanlagenteile als geografische Zonen, beispielsweise gibt es bereits die Erlebniszone Afrika.

### Otter-Insel
Die naturnah gestaltete Otter-Insel wurde im März 2024 eröffnet. Auf einer Fläche von rund 3.000 m² leben Zwergotter, Schopfmakaken und Hirscheber. Die Schopfmakaken wurden zuvor nicht im Tierpark gehalten. Im August 2024 kam ein Jungtier dieser vom Aussterben bedrohten Art auf der Otter-Insel zur Welt.

### Riesenschildkröten

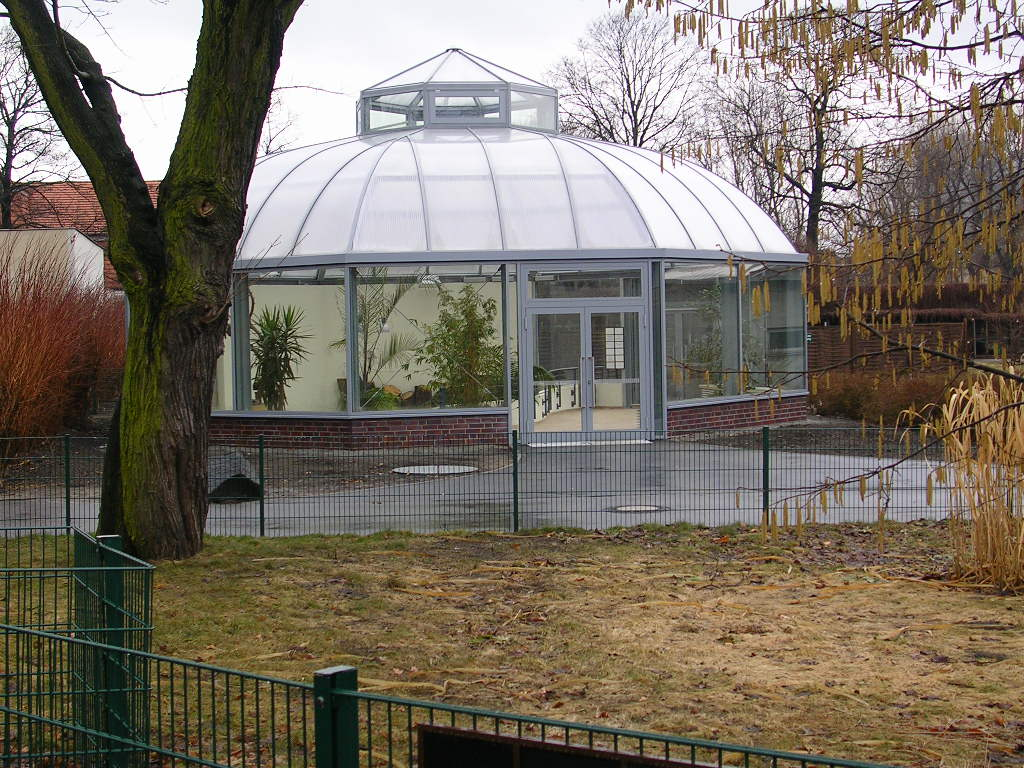
Überwinterungshaus für Riesenschildkröten

Von ursprünglich drei Tieranlagen für Reptilien unweit des Schlosses Friedrichsfelde ist seit 2021 nur noch ein Freigehege für Riesenschildkröten, einschließlich der im Gewächshausstil gehaltenen Winterunterkunft für Riesenschildkröten, erhalten geblieben.

### Südamerika
Tierarten aus Südamerika leben in dem nördlichen Abschnitt der weitläufigen Kamelwiese: Alpakas, Guanakos, Lamas und Vikunjas. In benachbarten Gehegen befinden sich zwei große Zuchtgruppen der Chaco-Pekaris. Seit 2015 koordiniert der Tierpark Berlin das Europäische Erhaltungszuchtprogramm (EEP) für diese Tierart. Bis Frühjahr 2025 befand sich in der Mitte der Kamelwiese eine Anlage für eine große Kolonie Chileflamingos und Kubaflamingos mit 130 Tieren. Im April 2025 begannen die Bauarbeiten für eine 1.800 m² große Flamingo-Voliere, die im Jahr 2026 abgeschlossen werden sollen.

### Ehemalige Tieranlagen

#### Krokodilhaus

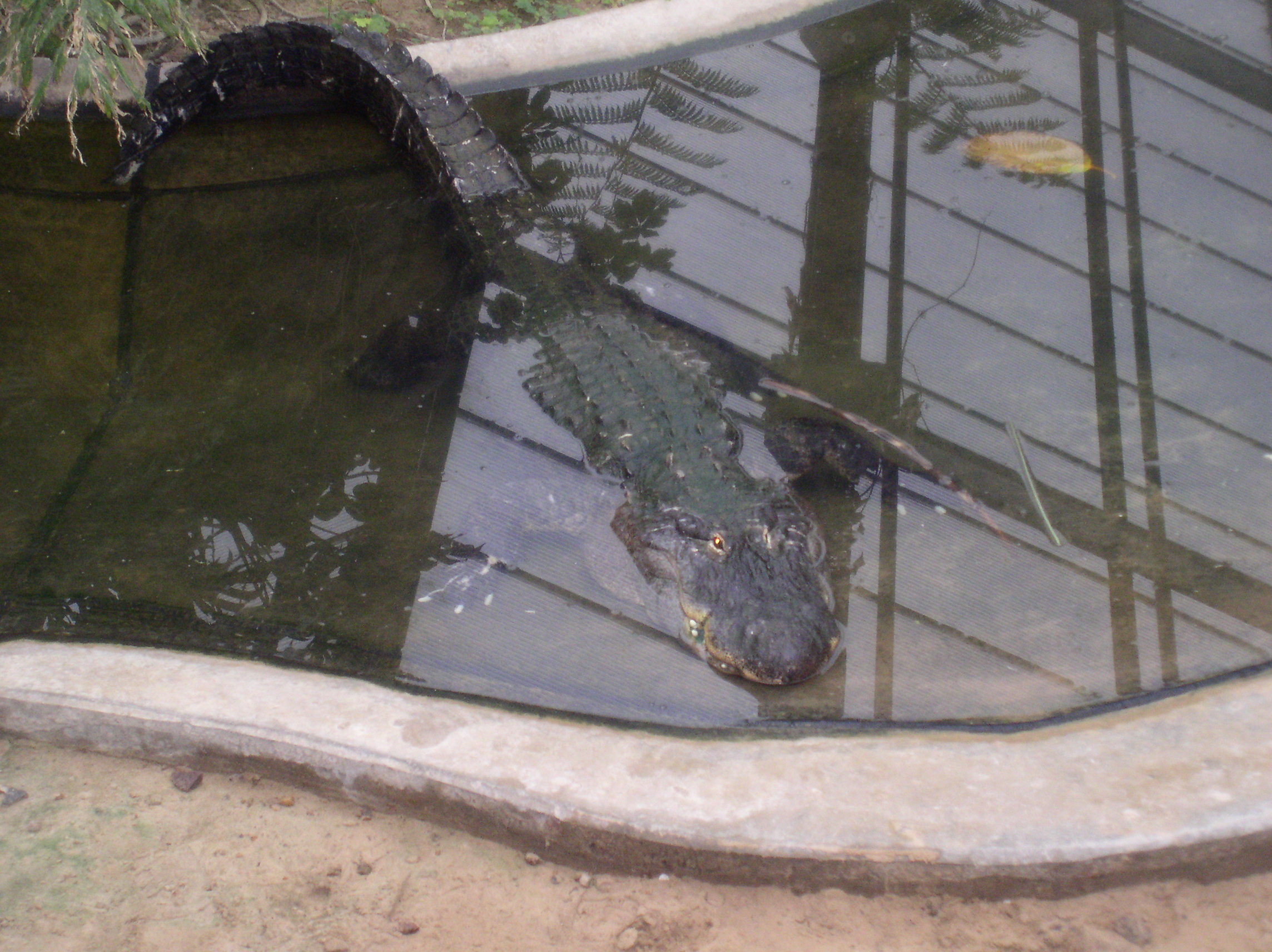
Mississippi-Alligator im Krokodilhaus

Am Tierparkeingang beim Schloss lag das 1987 eröffnete Krokodilhaus, ein Tropenhaus für Krokodile und Schildkröten. Im Frühjahr 2021 wurde die dauerhafte Schließung vollzogen. Als Grund für die Schließung wurden die hohen Energiekosten genannt, die beim Betrieb des Gebäudes entstehen und in der Bauart begründet sind. Das Haus galt als nicht sanierungsfähig. Der Beginn des Rückbaus des Krokodilhauses wurde für Ende 2021 angekündigt. Durch dort siedelnde Wechselkröten musste der Rückbau im Jahr 2022 gestoppt werden. Auf dem Gelände sollte den ursprünglichen Plänen nach bis 2023 ein Erweiterungsbau für das Berliner Leibniz-Institut für Zoo- und Wildtierforschung entstehen.

#### Schlangenfarm
Unmittelbar neben dem Krokodilhaus befindet sich die 1956 eröffnete Schlangenfarm. Anfang der 1990er Jahre sollte das marode Gebäude geschlossen und die Tierbestände in andere Zoos umgesiedelt werden. Nach Protesten und finanzieller Unterstützung aus der Bevölkerung, angeregt und vertreten durch die Gemeinschaft der Förderer des Tierparks, konnte die Schlangenfarm saniert werden und zeigte eine Sammlung ausgewählter Giftschlangen.
Die Schlangenfarm ist aufgrund von Schädlingsbefall und des schlechten Zustands des Gebäudes im September 2017 geschlossen worden. Die Tiere wurden teils ins Alfred-Brehm-Haus und teils in andere Zoos verlegt. Im Rahmen der Erweiterung des Leibniz-Instituts sieht die Planung den Abriss des Hauses zusammen mit dem Krokodilhaus vor.

## Pflanzen

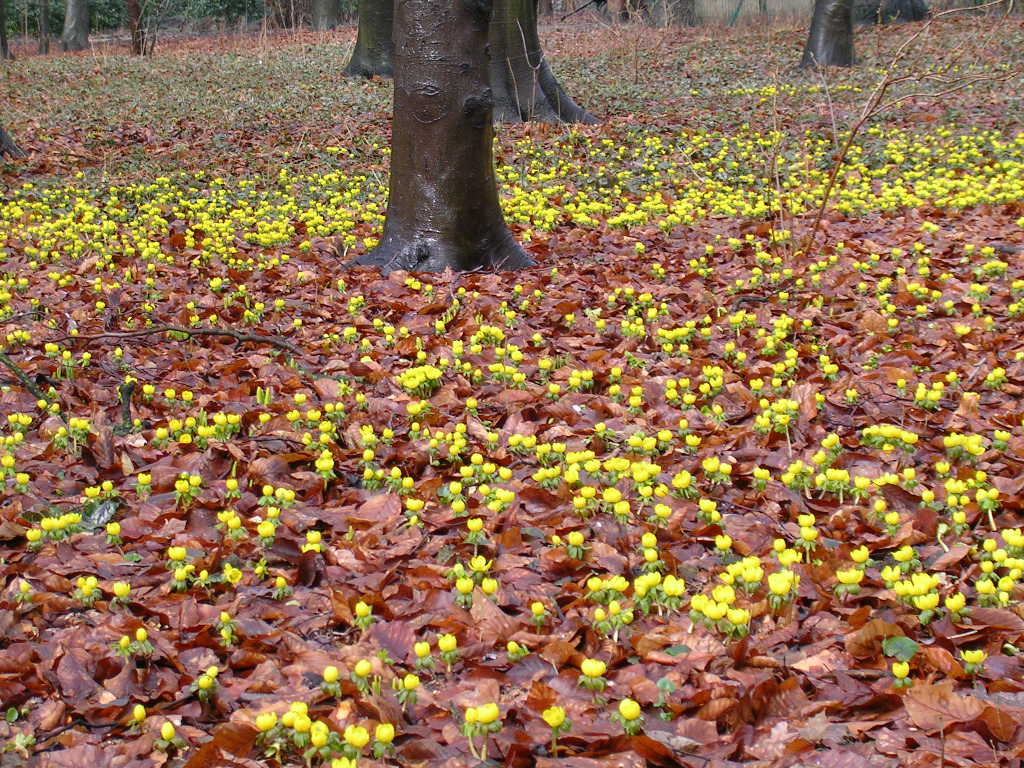
Winterlinge

Dem Landschaftspark-Charakter entsprechend bietet der Tierpark Lebensraum für zahlreiche Pflanzenarten. Im Frühjahr erblühen zahlreiche Winterlinge, Schneeglöckchen, Krokusse und andere Frühblüher.
Im Sommer ist der mit Staudenpflanzen besetzte Karl-Foerster-Garten zwischen Schweinsaffen-Anlage und Katta-Insel ein Blickfang. Diese kleine Anlage wurde zu Ehren des 1970 gestorbenen Gartenarchitekten Karl Foerster gestaltet und 1974 eröffnet. Anders als in anderen Tierparkteilen ist diese sehr dicht bepflanzt, und im Vergleich zu den beiden Schlossgärten, die in unmittelbarer Nähe liegen, oder zu der Teichanlage nahe dem Affenhaus werden dem Besucher verschiedene Ansätze der Gartengestaltung dargestellt. Der Tierpark betont durch die unterschiedlichen Pflanzenlandschaften und deren Gestaltung im Zusammenspiel mit den zumeist großzügigen Tieranlagen seinen Anspruch als Landschaftstiergarten.

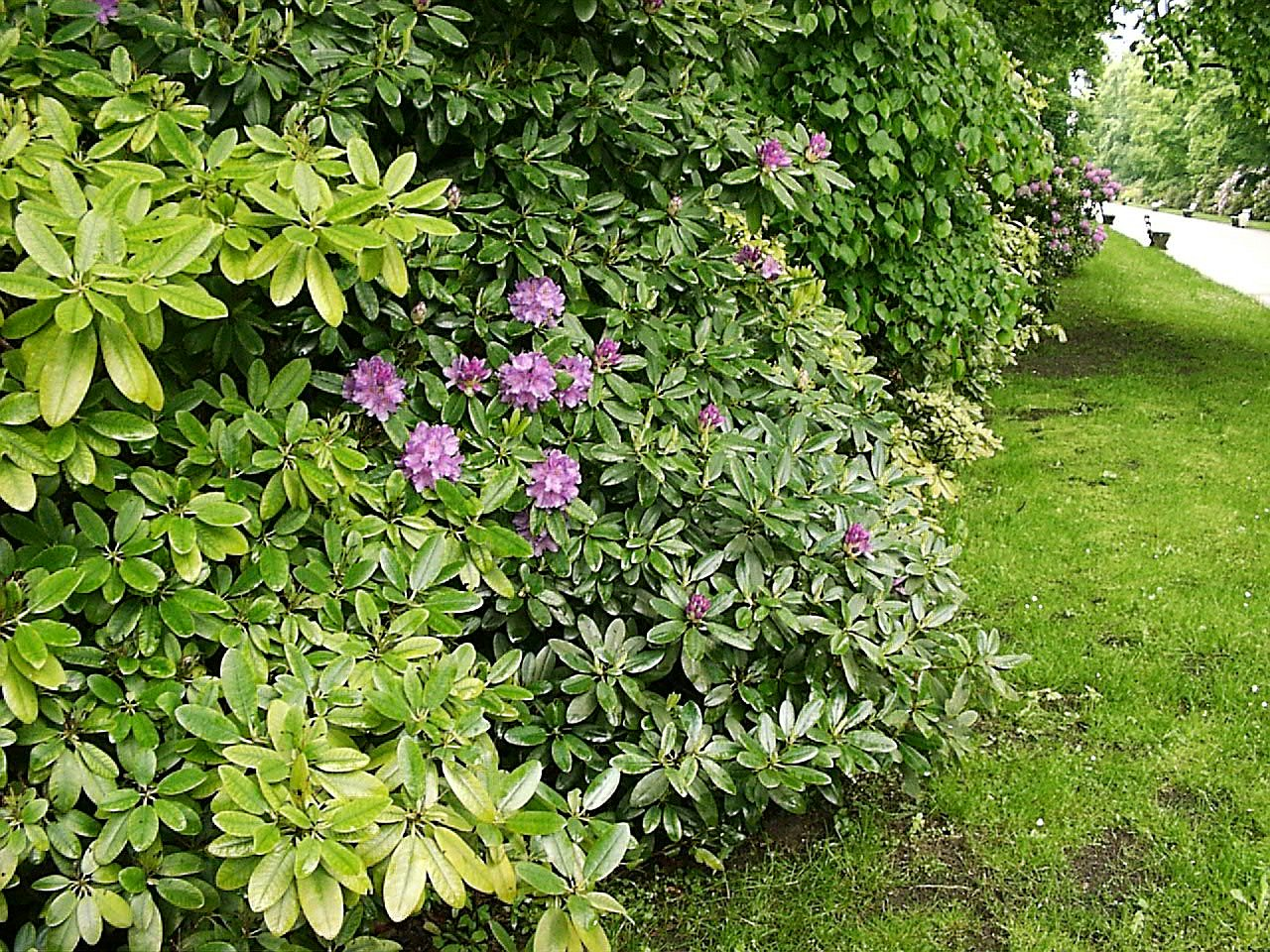
Rhododendron

Mehr als 8500 Bäume in über 60 Arten (zum Beispiel Ahorn, Himalaja-Birke, Kiefer, Stieleiche und Zürgelbaum) wachsen im Berliner Tierpark, darunter vier Naturdenkmale: eine Stieleiche an der Wisentanlage, eine weitere im Südparterre des Schlossgartens, eine Blutbuche an dessen Ostrand und eine Ahornblättrige Platane vor dem Parkeingang zum Schloss (siehe auch: Liste der Naturdenkmale im Bezirk Lichtenberg). Rund 20 Großkübel mit Palmen und Agaven stehen in den Sommermonaten am Alfred-Brehm-Haus entlang der Besucherwege.
Unter den verschiedenen Pflanzenarten sind unter anderem Riesen-Schachtelhalm, Jakobinie, Rispenblütiger Losstrauch (Clerodendrum paniculatum) und Gelbe Dickähre (Pachystachys lutea) zu finden. Heckenartige Bepflanzungen zum Beispiel mit Rhododendron-Büschen auf dem Hauptweg vom Schloss zum Terrassen-Café unterstützen dessen Alleen-Charakter und prägen das botanische Bild dieses Tierpark-Abschnitts. Ein landschaftsgärtnerischer Anspruch des Tierparks ist die Abstimmung der Pflanzen- und Tierwelt aufeinander, so wurde der Teil für die asiatischen Gebirgstiere vorwiegend mit asiatischen Pflanzenarten begrünt.

## Kunst auf dem Tierparkgelände
In der Parkanlage sind mehr als 100 Plastiken, Brunnen und andere Kunstwerke (wie Mosaiken) aufgestellt. Wie Heinrich Dathe in Der künstlerische Schmuck des Tierparks ausführte, sollte der Tierpark in die „Gesellschaft hinein entwickelt werden, wozu auch […] die Kunst, besonders die bildende, ins Aufbaukonzept gehörte.“
Besonders markant sind die Arbeiten des Bildhauers Walter Lerche, zu denen die vier Figurengruppen Junge mit Widder, Knabe auf Esel, Mädchen mit Schimpansen, Teenager mit Pelikan – im Südparterre des Schlosses – und die ähnliche Figurengruppe Kinder mit wasserspeiendem Fisch – am ehemaligen Planschbecken am Kinderspielplatz – gehören. Diese Plastiken wurden Mitte der 1960er Jahre aufgestellt. Aus den Anfängen des Tierparks gibt es am Schloss Sandsteinskulpturen, von denen Adam und Eva ebenfalls von Walter Lerche stammen. Der Bildhauer ist noch mit anderen Arbeiten im Tierpark vertreten. Nicht mehr zu sehen ist sein Entenpaar aus Sandstein, das zerstört wurde.
Anders als in Museen werden viele Kunstwerke im Tierpark von den Besuchern angefasst und beklettert. Das führt auch zu Unfällen und Beschädigungen an den Figuren, die sich teilweise nicht restaurieren lassen. Zu den dabei entstandenen Verlusten zählen neben dem Entenpaar unter anderem Arbeiten von Rudolf Enderlein, Johann Heidrich und Kuno von Uechtritz. Alle drei Künstler sind dadurch nicht mehr im Tierpark vertreten. Ebenfalls zerstört worden sind drei der vier Terrakotten-Wegweiser aus den 1950er Jahren von Klaus Tilke (1905–1979). Lediglich das Wildschwein weist heute noch den Weg. Klaus Tilke ist mit vier weiteren Plastiken vertreten. Weiterhin stammten die bronzenen Koboldmakis an den Handläufen des Geländers zur Terrasse des Alfred-Brehm-Hauses von ihm. Bei Umbauarbeiten im Jahr 1987 verschwanden diese jedoch und wurden durch ähnliche Figuren der Bildhauerin Margit Schötschel-Gabriel ersetzt. Zu den viel bekletterten Werken, die sich restaurieren ließen, gehört das Fohlenpaar von Willi Ernst Schade, das seit der Eröffnung im Tierpark steht.

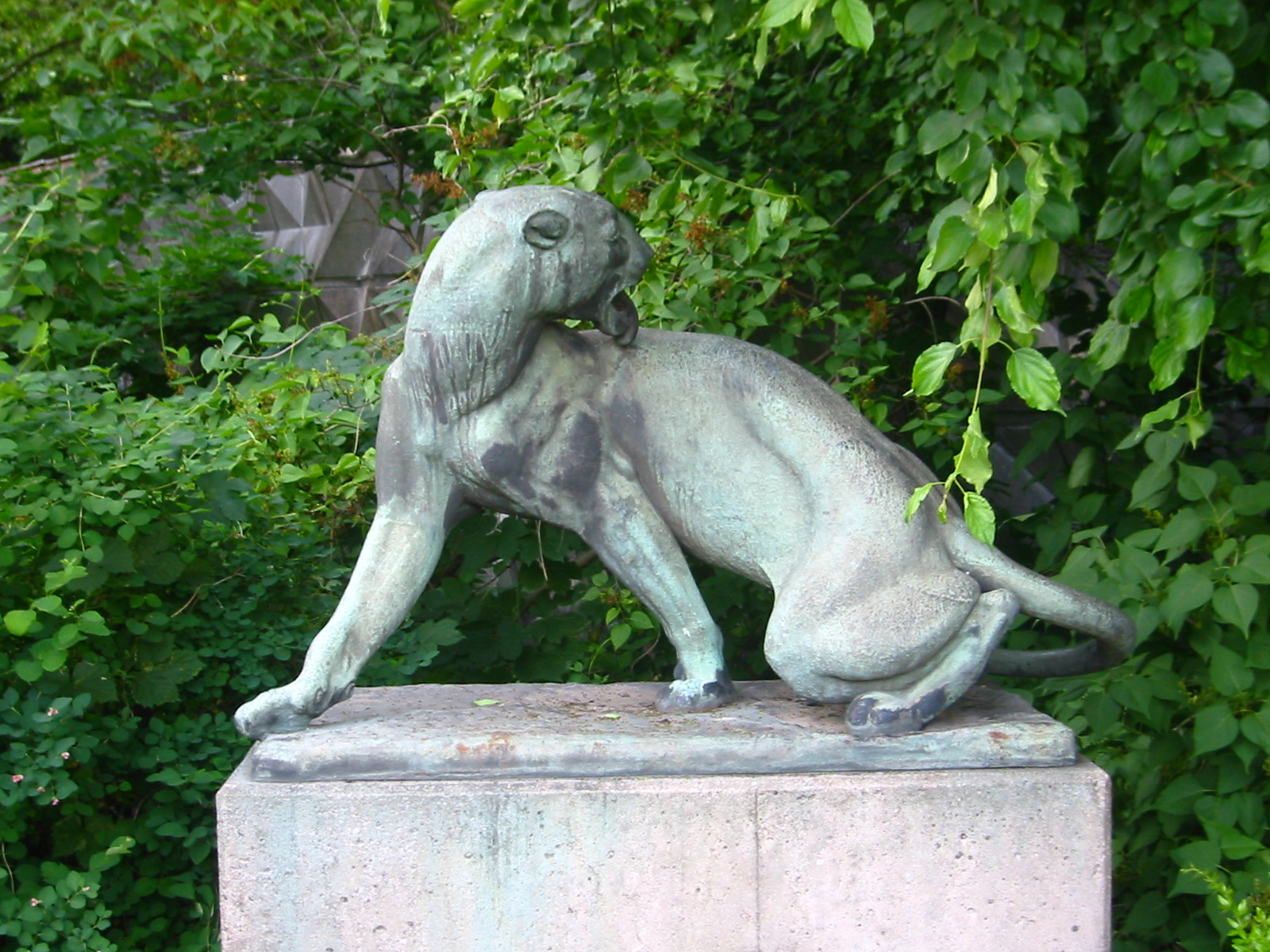
Panther – Bronze von Erich Oehme am ehemaligen Standort beim Tierparkeingang Bärenschaufenster
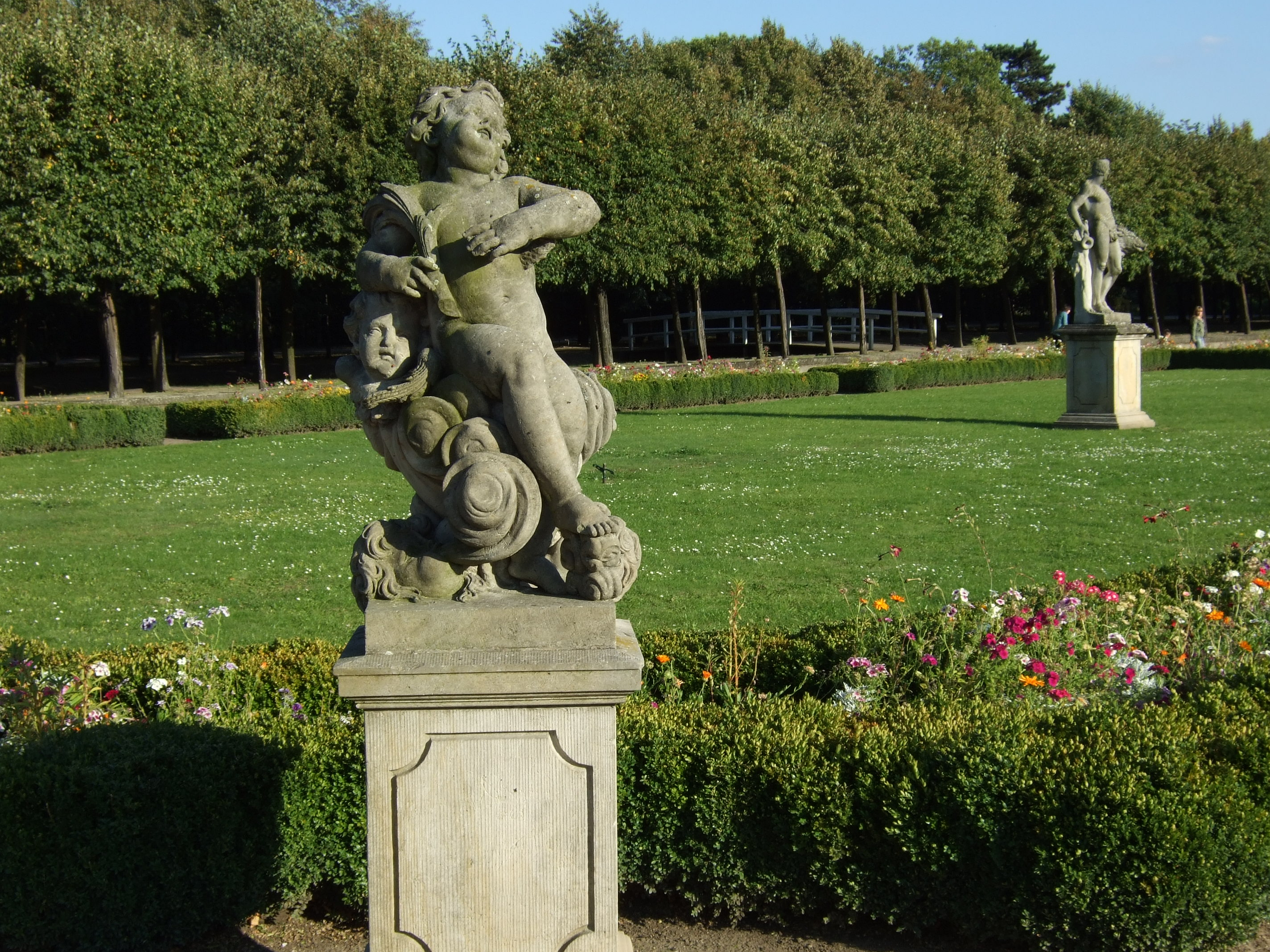
Putto Sanguiniker, Kopie nach Johann Gottfried Knöffler, hinter dem Schloss
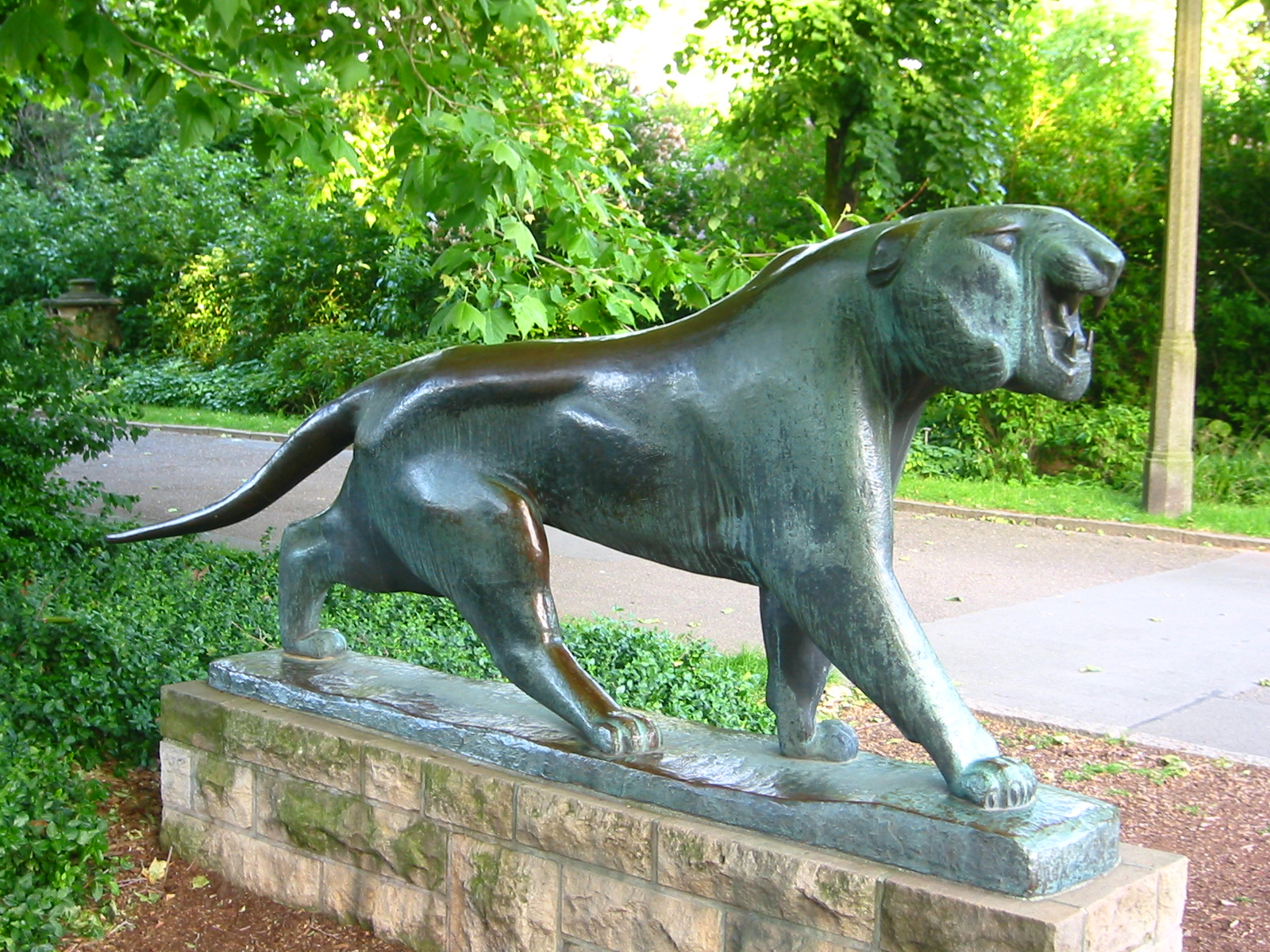
Tiger von Philipp Harth vor dem Tierparkeingang am Schloss
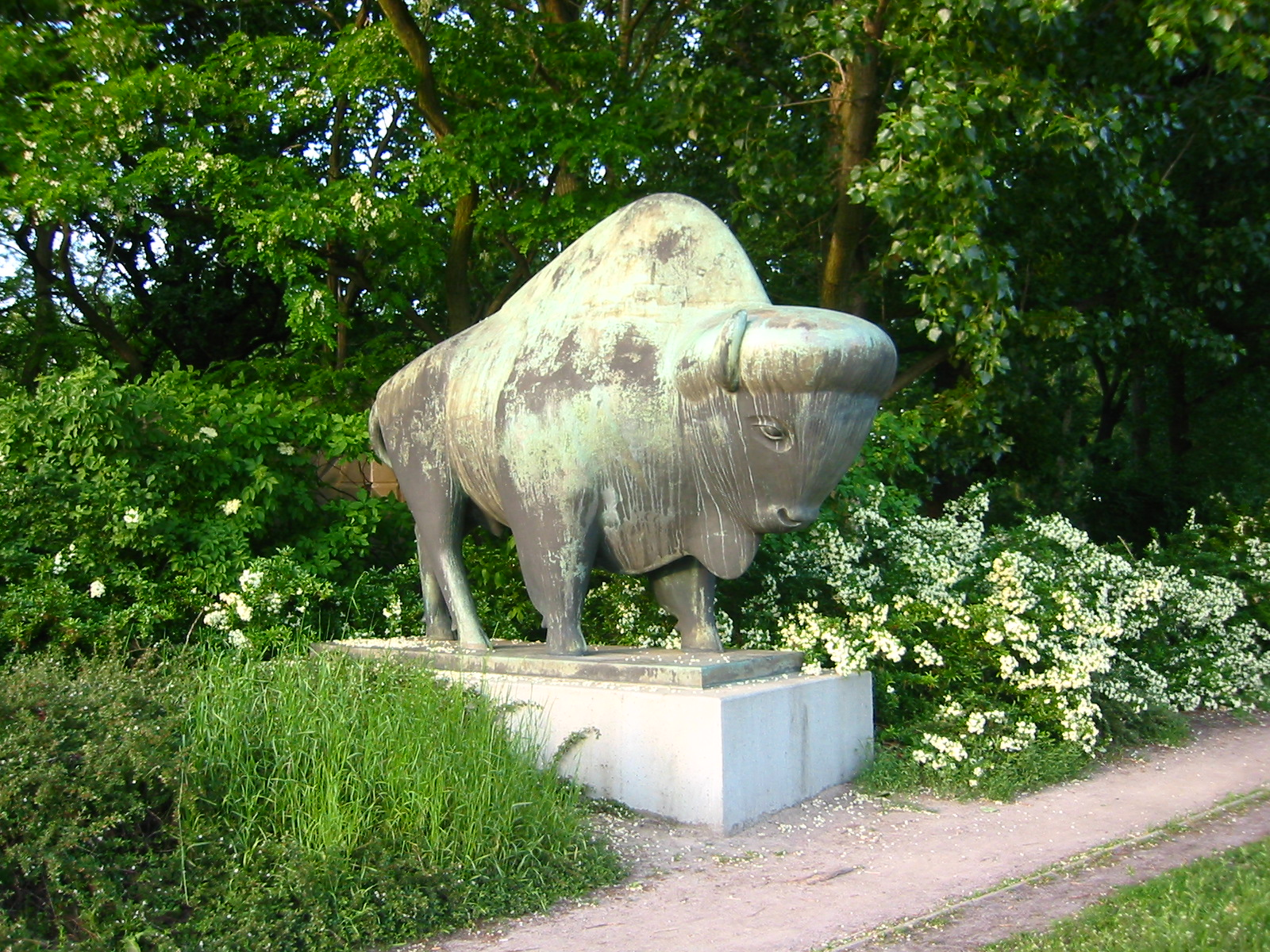
Bisonbulle – Bronze von Dietrich Rohde am Eingang zum Wirtschaftsteil des Tierparks
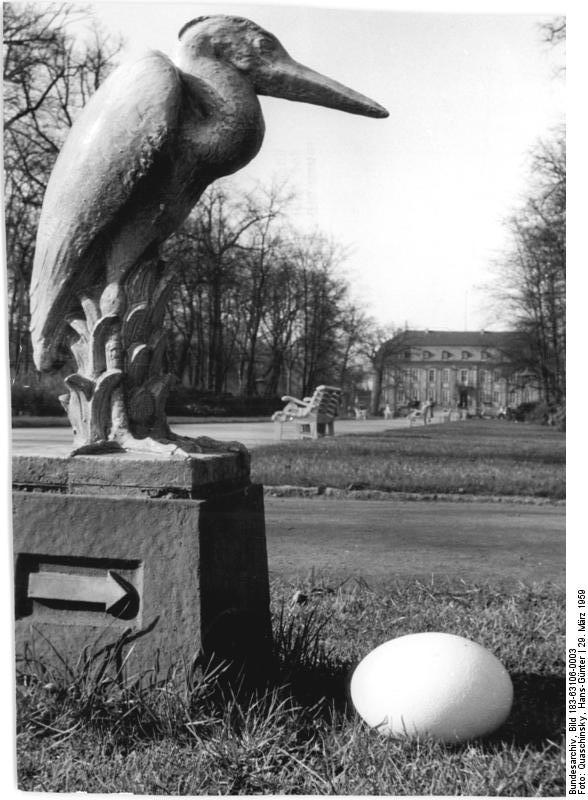
Zerstörter Terrakotta-Wegweiser Reiher von Klaus Tilke

Eine besonders dynamische Figur ist das Auskeilende Eselsfohlen von Hans Steffen aus dem Jahr 1963. Eine weitere Tierplastik ist das Klettergerüst mit Märchentierfiguren auf dem Spielplatz, das von dem Bildhauer Walter Sutkowski entworfen wurde, von dem noch weitere Werke im Tierpark ausgestellt sind.
Der pädagogisch aufklärende Anspruch des Tierparks zeigt sich unter anderem in den lebensgroßen Plastiken Röhrender Riesenhirsch und Säbelzahntiger, die beide von Erich Oehme entworfen wurden und den Besucher mit ausgestorbenen Vertretern des Tierreichs konfrontieren. Als weitere Bronzefigur desselben Künstlers stand jahrelang der Panther vor dem Tierpark in der Nähe des Haupteinganges. Ende 2007 versetzte man ihn vor das Alfred-Brehm-Haus, in dem die Raubkatzen gehalten werden.
Zu den bekanntesten Plastiken zählen die zu zwei Figurengruppen zusammengestellten vier Löwenstatuen vor dem Alfred-Brehm-Haus. Sie stammen ursprünglich von dem 1950 bis auf den Sockel abgetragenen Kaiser-Wilhelm-Nationaldenkmal und wurden von August Gaul und August Kraus geschaffen. Vorbild für die Löwenfiguren war ein Löwe aus dem Gebiet der Transvaal-Republik im südlichen Afrika, der im Zoologischen Garten Berlin gehalten worden war.

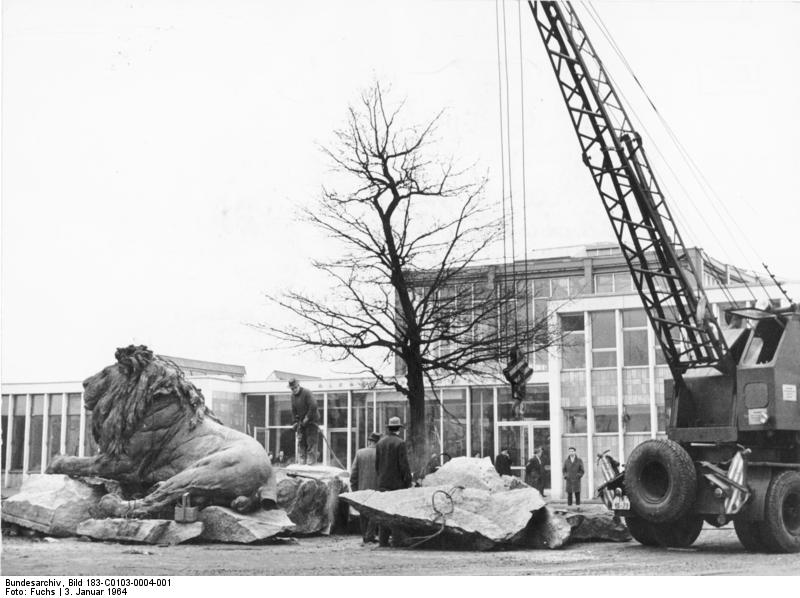
Aufstellung der Figuren im Januar 1964 im Tierpark
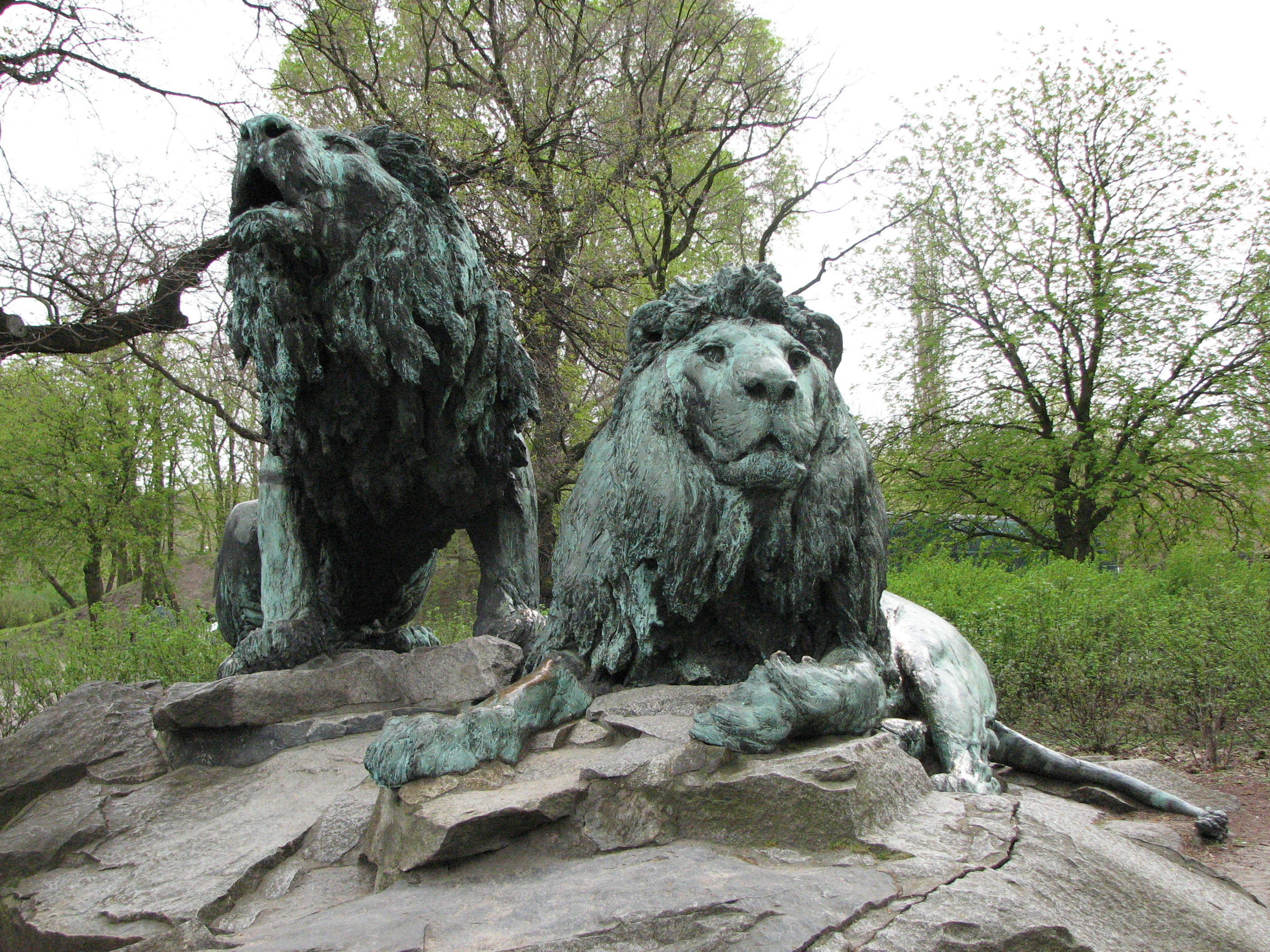
Löwe links von August Kraus (brüllend); Löwe rechts von August Gaul (ruhend)
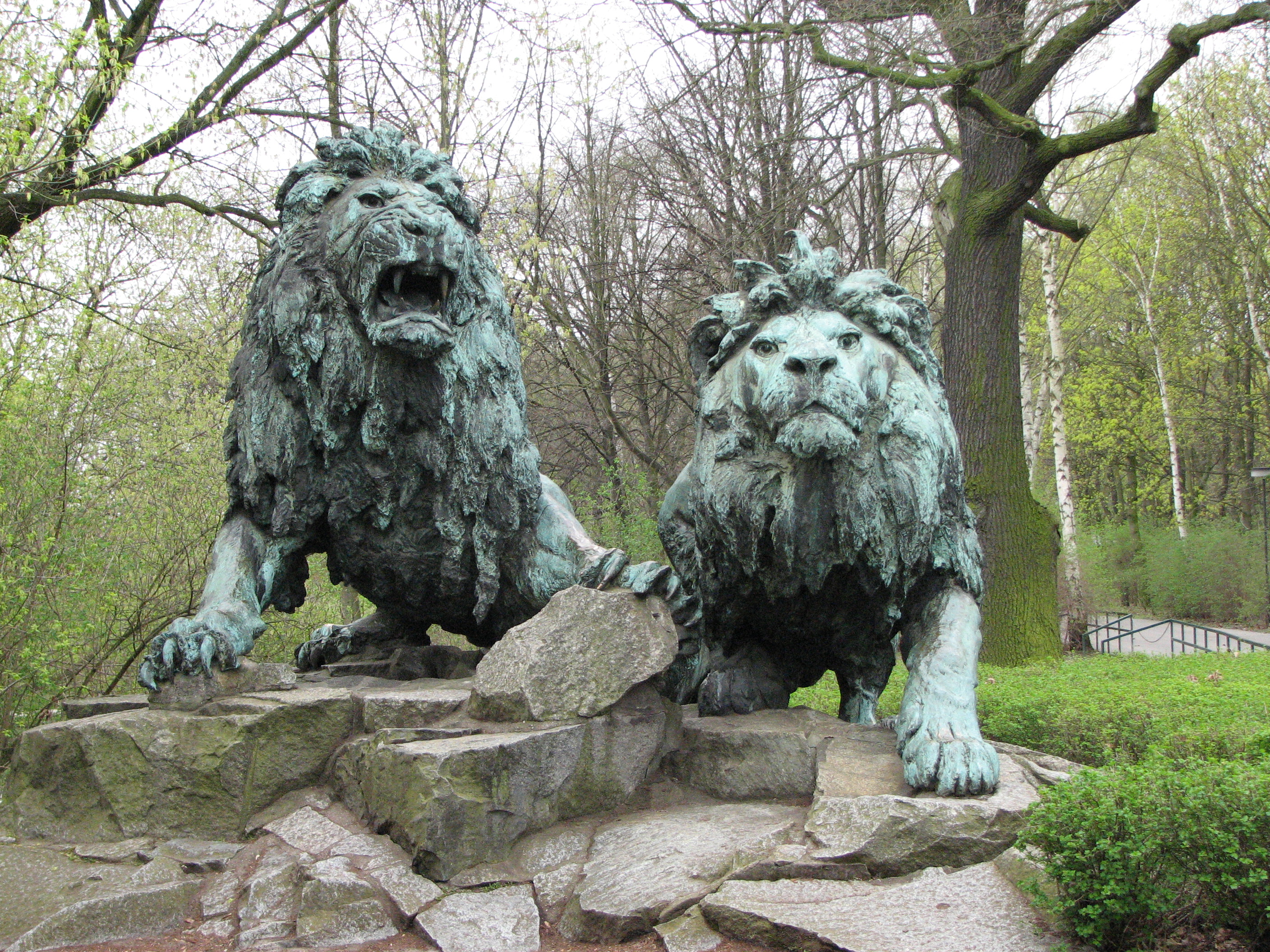
Löwe links von August Kraus (fauchend); Löwe rechts von August Gaul (lauernd)

Ebenfalls nicht für den Tierpark entstanden, aber dort seit der Eröffnung im Jahr 1955 aufgestellt, ist die Marmorstatue Sprea von Jeremias Christensen, die ursprünglich im Roten Rathaus stand und beim Wiederaufbau des kriegszerstörten Gebäudes demontiert worden war. Auf ähnlichem Wege gelangte 1959 der bronzene Bär von Georg Wrba aus dem Bärensaal des Alten Stadthauses von Berlin in den Tierpark. 2001 wurde die Plastik restauriert und wieder im Stadthaus aufgestellt. Der Tierpark erhielt eine Kopie angefertigt, die den alten Platz am Kinderspielplatz einnimmt.
Eine künstlerische Besonderheit ergibt sich durch drei Skulpturen von Stephan Horota: Fuchs (1966), Giraffengruppe (1995) und Panzernashorn (2005). Da diese aus unterschiedlichen Schaffensperioden stammen, lässt sich, obwohl im Tierpark räumlich getrennt, die künstlerische Entwicklung erkennen. Ähnliches gilt für andere Künstler, wie Dietrich Rohde, der mit drei Werken vertreten ist, oder Otto Maerker, dessen vier Werke zwar alle aus derselben Schaffensphase stammen, aber sehr unterschiedlich sind: Aktfigur Stehende (1961), Alfred-Brehm-Büste (1962), Brunnenfigur Seelöwe auf Ball (vor 1967) und die Plastik Marabu (1968).
Eine weitere Gruppe künstlerischen Schmucks bilden Büsten bekannter Zoologen und Gartenarchitekten. Hier ist Senta Baldamus mit den Büsten von Peter Joseph Lenné, Karl Foerster, Charles Darwin und Carl von Linné am häufigsten vertreten. Von ihr stammen auch zwei weitere Arbeiten im Tierpark, darunter die Brunnenfiguren auf dem Lennéhügel. Weitere Büsten zeigen Alfred Brehm und Heinrich Dathe. Letztere ist ein Werk des Bildhauers Heinz Spilker, der auch vergleichbare Arbeiten für den Zoologischen Garten Berlin angefertigt hat.
Darüber hinaus finden sich im Tierpark mehrere meist weibliche Aktdarstellungen, unter anderem von den Bildhauern Senta Baldamus, Otto Maerker, Dietrich Rhode, Hans Kies, Fritz Klimsch, Robert Metzkes und Margit Schötschel, sowie Mosaikarbeiten, wie Die Entwicklungsgeschichte der Rüsseltiere von Ortraud Lerch im Elefantenhaus und der Lageplan des Tierparks am Ausgang Bärenschaufenster aus dem Jahr 1976 von Ursula Stieff.
Zum künstlerischen Bild des Tierparks gehören auch mehrere Brunnenanlagen. Neben den Figuren Kinder mit wasserspeiendem Fisch von Walter Lerche, Seelöwe auf Ball von Otto Maerker und den Brunnenfiguren auf dem Lennéhügel von Senta Baldamus sind das der Krokodilbrunnen im Alfred-Brehm-Haus von Gerhard Hurte, der Möwenbrunnen von Dietrich Rohde und die Springenden Hechte von Walter Sutkowski.
Daneben finden sich auch Werke von Eduard Gerhardt Clauß, Erwin Damerow, Johannes Darsow, Heinrich Drake, Max Esser, Philipp Harth, Gottfried Kohl, Walter Preik, Werner Richter, Gerhard Rommel, Kurt Schwarz, Gerhard Thieme.

## Naturschutz und andere Projekte
Das Verständnis für die Haltung von Zootieren hat sich seit dem Ende des 20. Jahrhunderts verändert. Zuvor schien es wichtig, eine möglichst große Sammlung schöner und seltener Tiere zu zeigen. Heute dienen Tierparks und zoologische Gärten unter anderem als Ort der Erholung, der Wissenssammlung und als Basis für einige Zuchterfolge. Tiergehege wurden daher meist größer angelegt als zuvor und Tierbestände reduziert.
Wie andere Tiergärten auch, beteiligt sich der Tierpark Berlin aktiv an Naturschutz- und Auswilderungsprojekten. Aus der Zucht des Tierparks konnten unter anderem Bartgeier, Mhorrgazellen, Oryxantilopen, Przewalski-Pferde und Wildkatzen ausgewildert werden. So wurde erstmals im Jahr 1991 ein Bartgeier aus der Zucht des Tierparks freigelassen, der anschließend von 1999 bis 2003 mindestens vier Jungvögel in freier Natur großzog. Mit Stand Juni 2021 wurden 21 Bartgeier aus dem Tierpark Berlin ausgewildert.
Tierpark Berlin und Zoo Berlin unterstützen den Nationalpark Unteres Odertal u. a. durch Spendensammlungen, Dauerausstellungen sowie Austausch von Fachkenntnissen.
Auf der Basis einer weltweiten Kooperation führt der Tierpark Berlin vier Internationale Zuchtbücher für die bedrohten Tierarten:
- Afrikanische Wildesel
- Halbesel
- Vietnam-Sikahirsch
- Mesopotamischer Damhirsch

Der Berliner Tierpark beteiligt sich unter anderem am Europäischen Erhaltungszuchtprogramm (EEP).
Seit 2021 führt Tierarzt Andreas Pauly, der aufgrund seiner Expertise im Herbst 2020 zum Koordinator des EEP ernannt wurde, das Zuchtbuch der Coquerel-Sifakas.

## Tierparkschule und Jugendclub
Die Tierparkschule wurde als Pädagogische Abteilung 1965 unter Heinrich Dathe gegründet. Der erste Leiter war Fritz Zwirner. Sie ist der außerschulischer Lernort des Tierpark Berlin. Sie befindet sich seit 2015 im ehemaligen Wohnhaus des Tierparkgründers Heinrich Dathe, unweit des Eingangs Bärenschaufenster, und bietet ein umfangreiches Angebot für jede Zielgruppe. Neben themenorientrierten und fächerübergreifenden Schulführungen, die an die Berliner Rahmenlehrpläne angepasst sind, bietet die Tierparkschule ein umfassendes Programm für die Klassenstufen 1–13, Kitas und Hortgruppen, indem verschiedene Themenbereiche wie Biologie, Ökonomie, Politik, Kultur und Geografie miteinander kombiniert werden und dadurch ein komplexes Verständnis für die Ursachen des Biodiversitätsverlustes geschaffen werden. Artenschutzinhalte und das Heranführen an eine nachhaltige Denkweise werden ebenso bei Kindergeburtstagsführungen sowie Erwachsenenführungen und Ferienprogrammen mit Tiererlebnissen und naturwissenschaftlicher Wissensvermittlung kombiniert. Die Tierparkschule steht seit 2017 in Kooperation mit der Senatsverwaltung für Bildung, Jugend und Familie, vertreten durch die iMINT-Akademie. 2020 erhielt die Tierparkschule für ihr außerordentliches Engagement die Auszeichnung der UN-Dekade Biologische Vielfalt.
Der Jugendclub bietet zusätzlich Schulkindern die Möglichkeit, sich auch in ihrer Freizeit wissenschaftlich weiterzubilden. Das Jugendfreizeitprogramm wurde in den 1960er Jahren geschaffen, um Kinder und Jugendliche an den Natur- und Umweltschutz heranzuführen. In den 1980er Jahren stieg die Zahl der Arbeitsgruppen auf 30 und die der Gesamtteilnehmer auf rund 400 Kinder und Jugendliche. Sie befassten sich mit einzelnen Themenbereichen wie der Entomologie, der Feldherpetologie, der Ornithologie, der Botanik oder auch mit Tierzeichnerei. Eine wichtige Stütze für die Lehrtätigkeit war Konrad Banz. Er organisierte maßgeblich Exkursionen und Fahrten, die für die jugendlichen Teilnehmer Höhepunkte waren, und bei denen sie das erworbene Wissen praktisch anzuwenden lernten. Ihre Forschungsergebnisse präsentierten diese Jugendlichen auch gelegentlich in Ausstellungen im Alfred-Brehm-Haus. Die 1991 gegründete Tierpark Berlin-Friedrichsfelde GmbH führte nach den Umstrukturierungsmaßnahmen diese Tradition unter dem Namen Jugendclub Tierpark Berlin weiter. Zwischenzeitlich wurden drei Arbeitsgruppen von ehrenamtlichen Betreuern unterhalten. Der Jugendclub wurde 2017 erneut umstrukturiert und wird nun von festangestellten Mitarbeitern aus der Tierparkschule geleitet. Er richtet sich in drei verschiedenen Nachmittagsgruppen an Kinder aus den Klassenstufen 1–6 und bietet den Kindern in schuljahresbegleitenden Forschergruppen die Möglichkeit sowohl fachlich-biologische, als auch soziale und emotionale Erfahrungen zu sammeln und so auf einprägende Weise naturwissenschaftliche Kenntnisse zu erlangen.

## Zuchterfolge

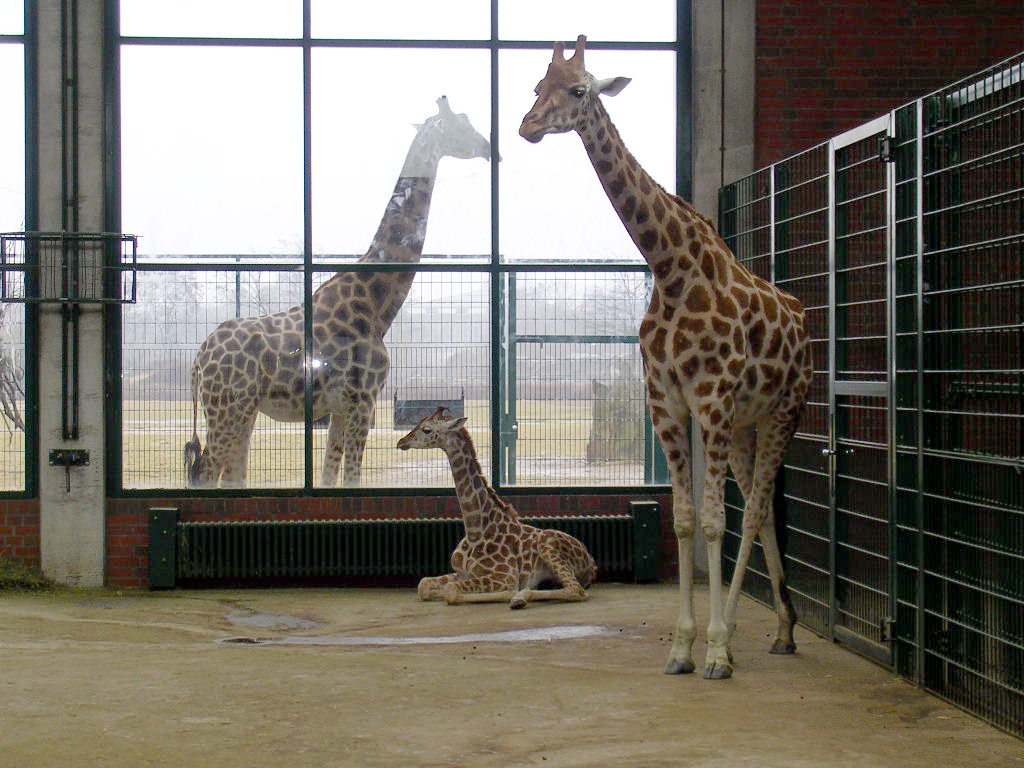
Uganda-Giraffen, 2006

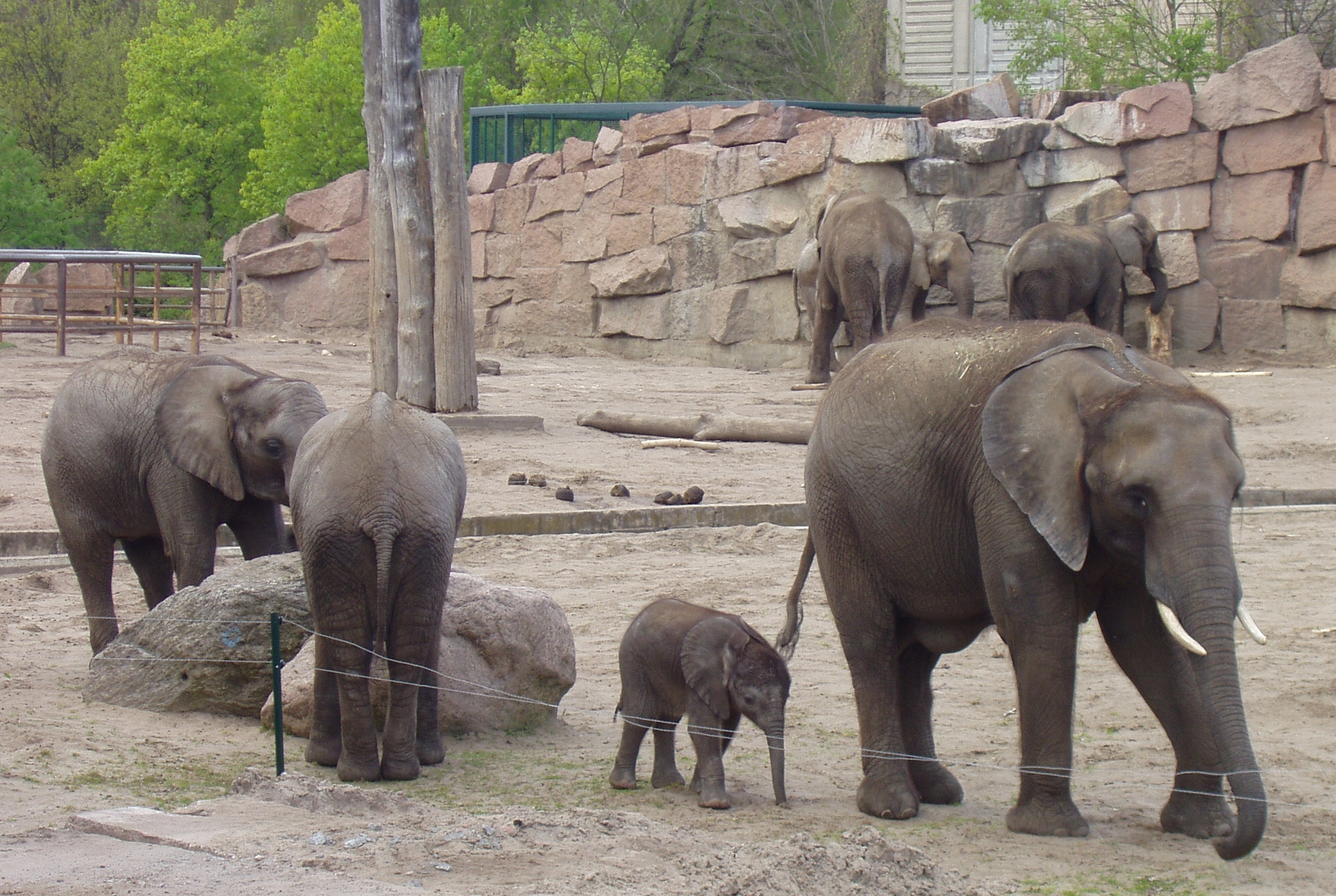
Afrikanische Elefanten, 2006

Die Zucht bedrohter Tierarten ist ein Hauptanliegen von Zoos. Viele Tieranlagen im Tierpark berücksichtigen dies, indem Rückzugs- und Abgrenzungsbereiche für trächtige Tiere und ihre Jungen eingeplant wurden.
Trotz der Zuchterfolge innerhalb des Tierparks ist es wichtig, zwischen Arten- und Naturschutz und diesen Aktionen zu unterscheiden, da bei Zuchttieren nicht automatisch davon auszugehen ist, dass diese
- zum einen eines Tages[56] ausgewildert werden und
- zum anderen überlebensfähig in freier Natur wären.[57]

Zu den Zuchterfolgen gehören:
- 1961 schlüpfte der Rosapelikan Methusalem (wie unter Geschichte dargestellt). Einen weiteren Höhepunkt der Pelikanzucht bildete die 1992 erfolgte Welterstzucht eines Brillenpelikans.
- Gleichfalls 1961 wurde die Malaienbärin Evi geboren († 1997). Es folgten 46 weitere Malaienbären, von denen die im März 2006 geborene Dara die jüngste ist.
- 1963 wurde mit dem Schimpansen Jacques der erste Menschenaffe geboren. Außer Schimpansen züchtete der Tierpark auch Orang-Utans. Derzeit verzichtet der Tierpark Berlin auf die Haltung und Zucht von Menschenaffen.
- 1968 verzeichnete der Tierpark mit Bummi (♀) seine erste Giraffengeburt. Giraffen werden weiterhin erfolgreich gezüchtet.
- 1969 schlüpfte der erste Darwinnandu,
- 1979 gelang erstmals außerhalb ihrer Heimat die Zucht von Moschusochsen,
- 1981 gelang die weltweit erste Aufzucht einer Harpyie,
- 1986 wurde mit Björn-Heinrich der erste Eisbär geboren, dem bis 2016 sechs weitere folgten.[58] Nachdem Fritz nach vier Monaten starb sowie ein weiteres Jungtier nach einem Monat,[59] kam 2018 das Weibchen Hertha zur Welt, benannt nach dem Berliner Fußballverein Hertha BSC, der die Patenschaft übernahm.[60]
- 1993 erfolgte die europäische Erstzucht bei den Zwergflamingos,
- 2004 wurde ein Panzernashorn geboren.
- 2011 wurde erstmals in Deutschland ein Goldtakin geboren.[61]

Als einziger Zoo in Deutschland hielt der Tierpark Berlin je eine Zuchtgruppe Asiatischer und Afrikanischer Elefanten (seit 29. September 2015 ist kein geschlechtsreifer Bulle bei den asiatischen Elefanten). 1999 kamen mit Matibi (♀) und Tutume (♂) die ersten beiden in Berlin geborenen Afrikanischen Elefanten zur Welt. Im Jahr 2001 folgte ein weiteres Afrikanisches Elefantenkalb: Tana (♀). Im selben Jahr wurde auch die Asiatische Elefantenkuh Temi im Tierpark Berlin geboren. Drei Asiatische Elefantenkälber kamen 2005 auf die Welt: Horas (♂), Cinta (♀) und Yoma (♂). 2006 folgte mit Kariba (♀) ein Afrikanischer Elefant. 2007 kamen mit Kando (♂) und Panya (♀) noch zwei Afrikanische hinzu. 2008 folgte das Kuhkalb Thuza, 2010 das Bullenkalb Dimas und im Mai 2012 Bogor (♂) und Phanta (♀), 2016 Edgar (♂) alle fünf bei den Asiatischen Elefanten.
Der Tierpark Berlin ist nach eigenen Angaben der weltweit einzige Zoo, der die drei Takin-Unterarten Goldtakin, Sichuantakin und Mishmitakin pflegt und die beiden letzteren auch züchtet. Die Sichuantakine in Berlin sind die einzigen Exemplare dieser Unterarten in Deutschland.

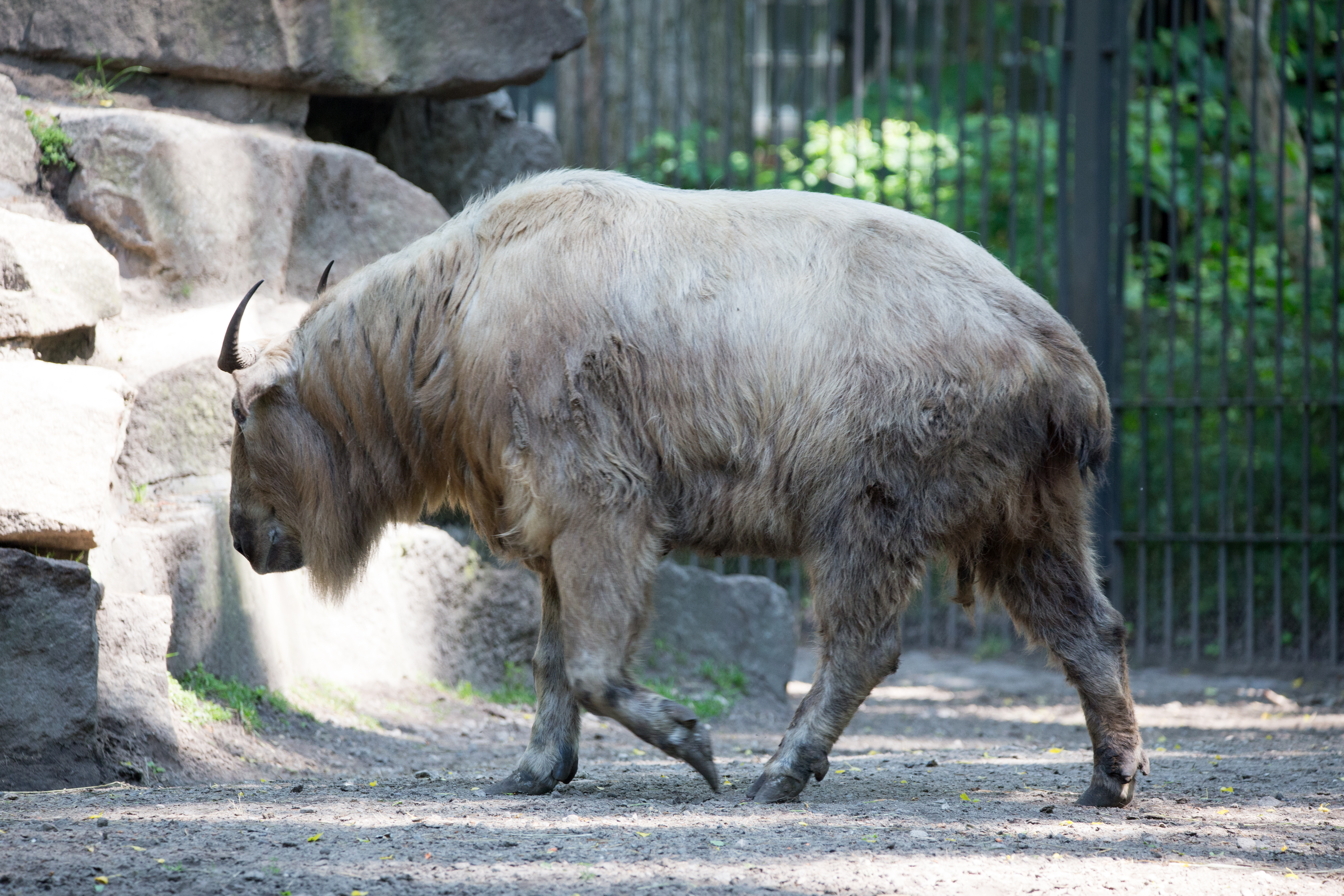
Goldtakin
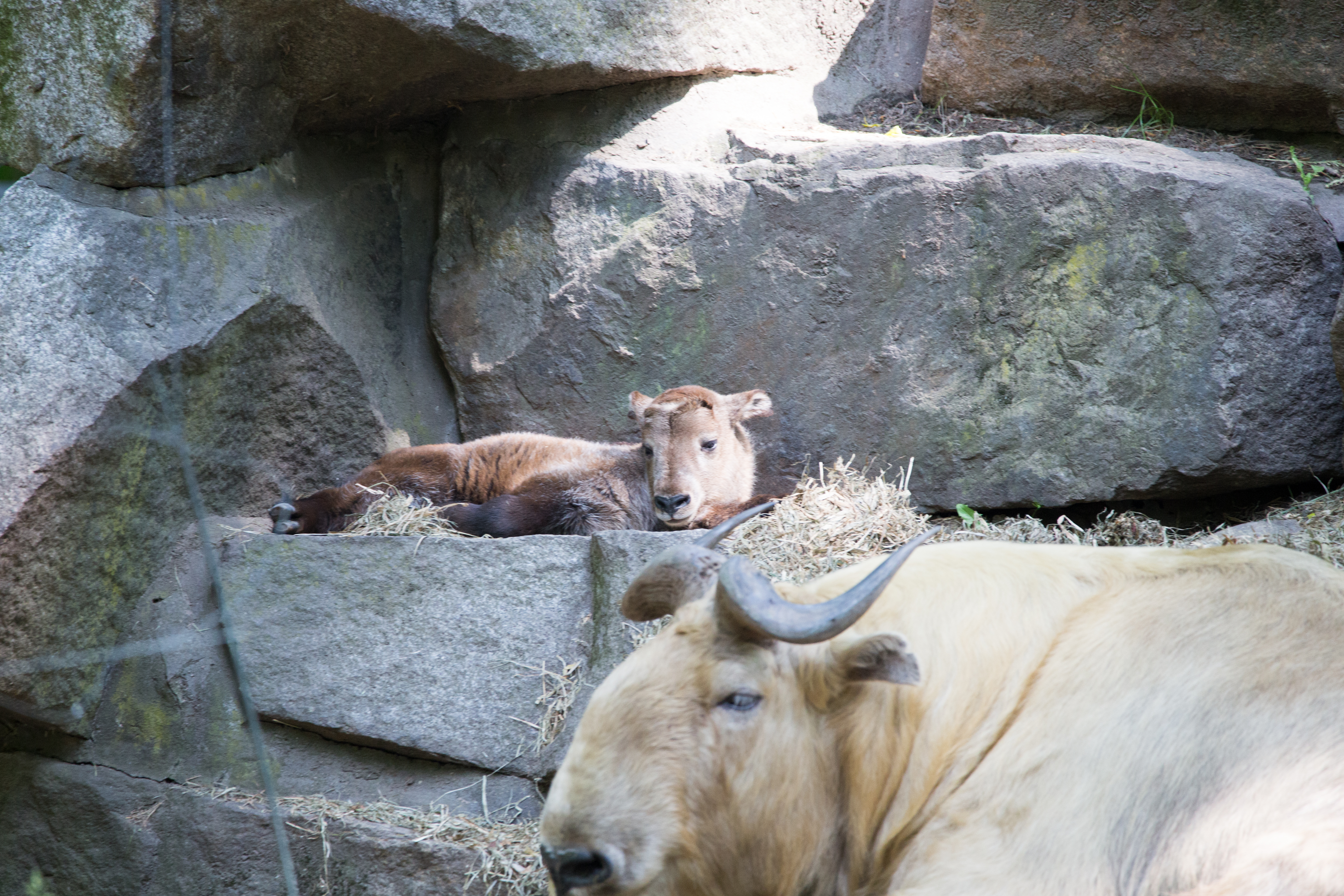
Goldtakin mit Jungtier, geboren am 10. Mai 2019
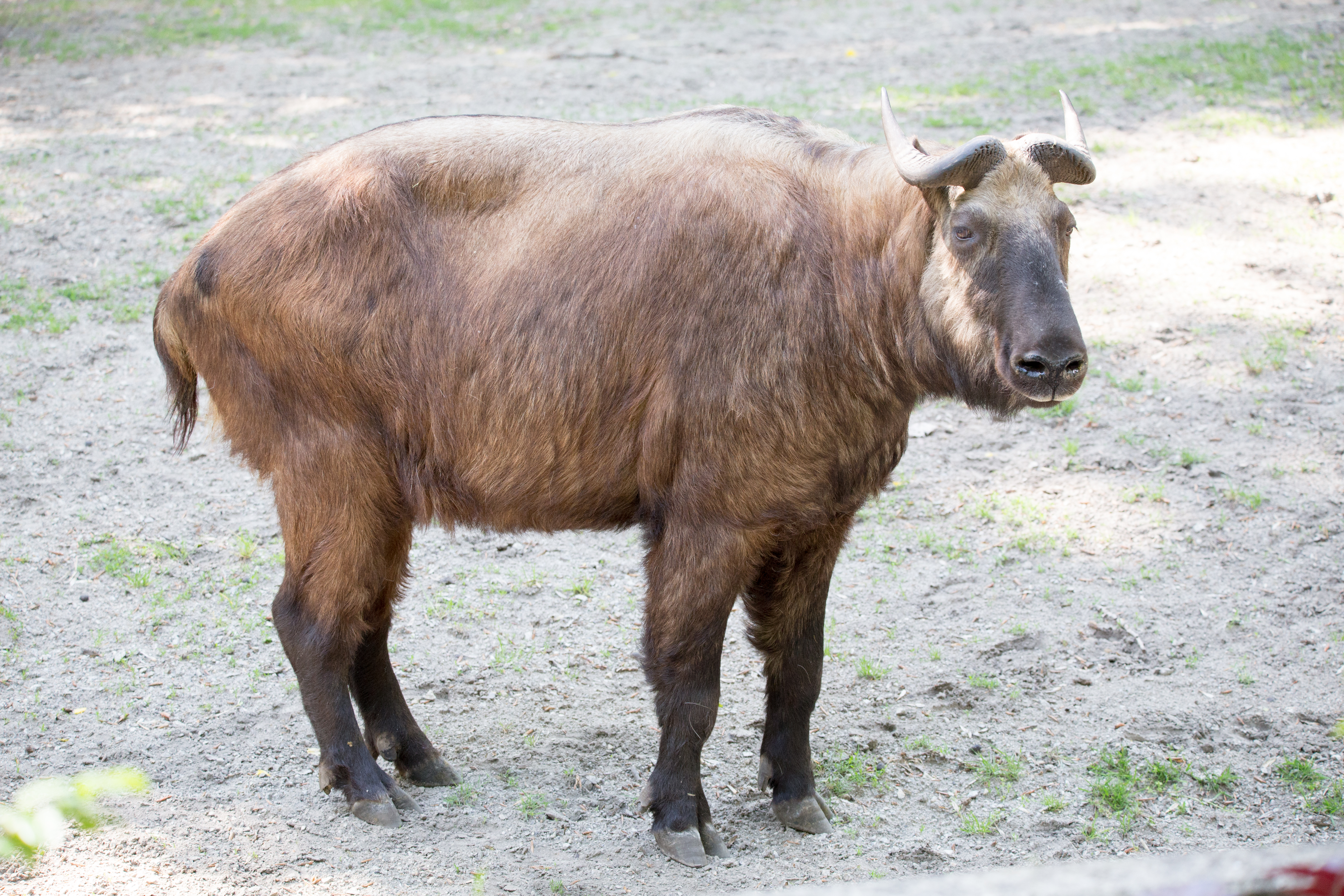
Mishmitakin
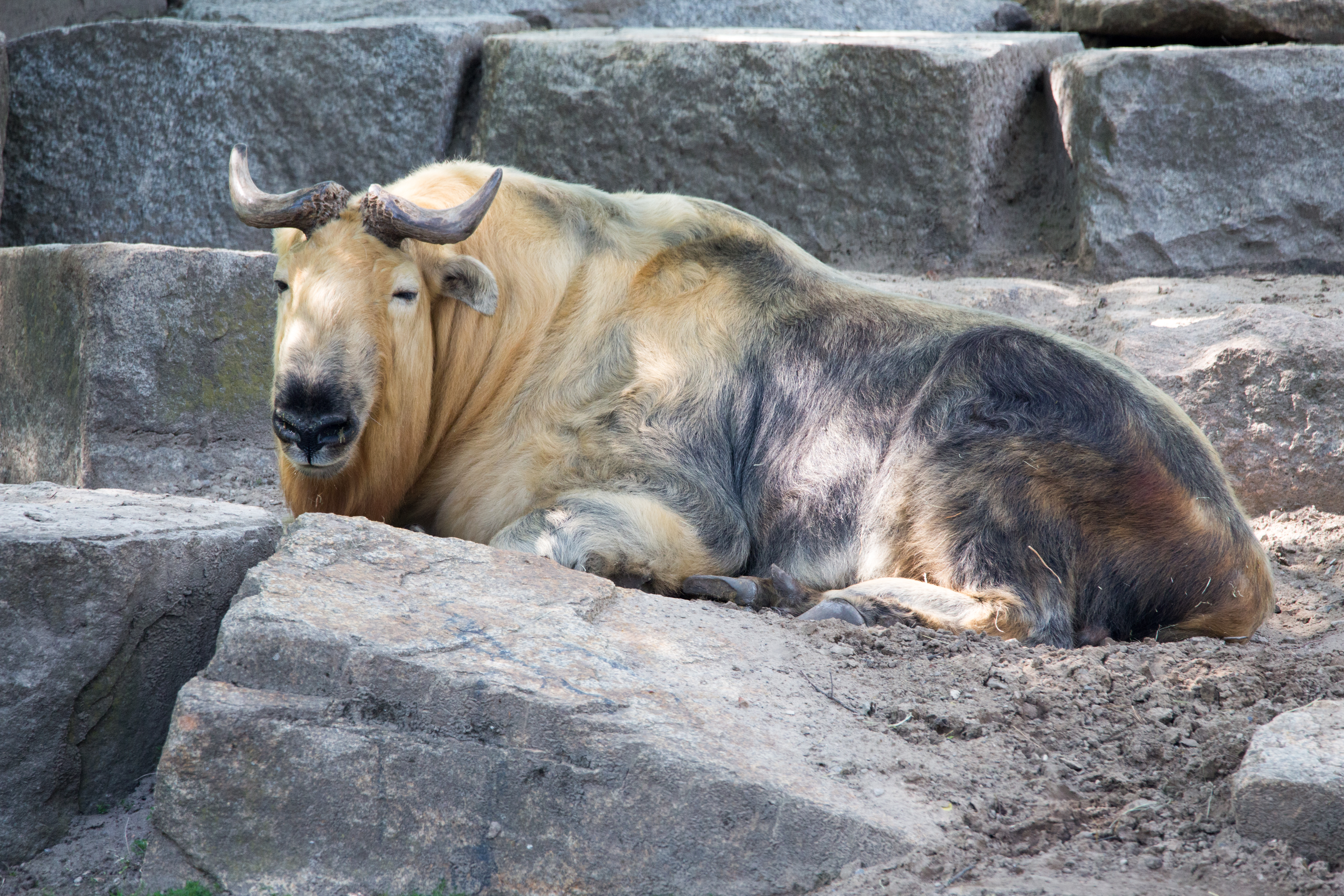
Sichuantakin
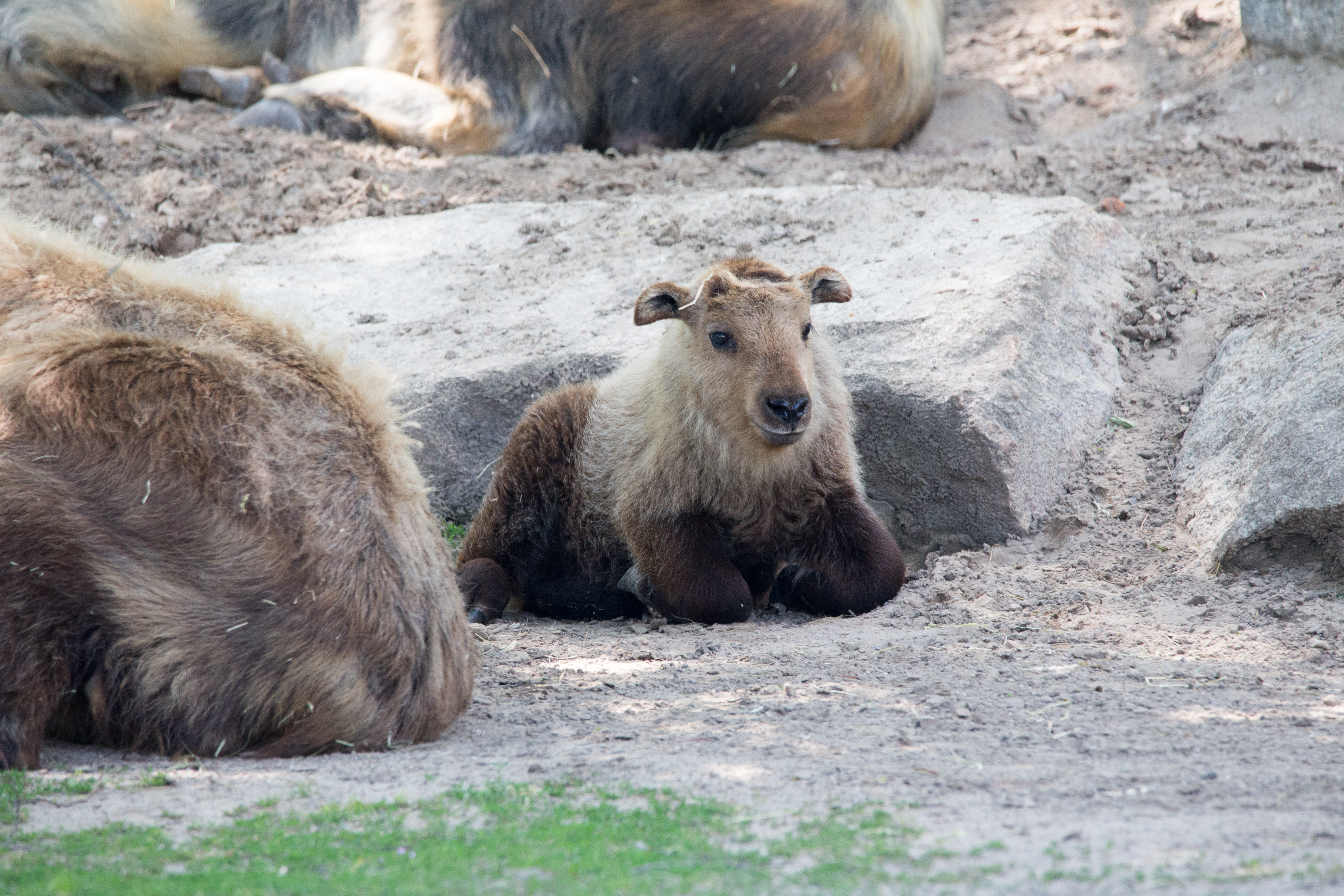
Sichuantakin – Jungtier, geboren am 15. Februar 2019

Außerdem hält der Tierpark Berlin die deutschlandweit einzigen Kreishornschafe und Atlashirsche. Letzterer ist auch in Europa einmalig.

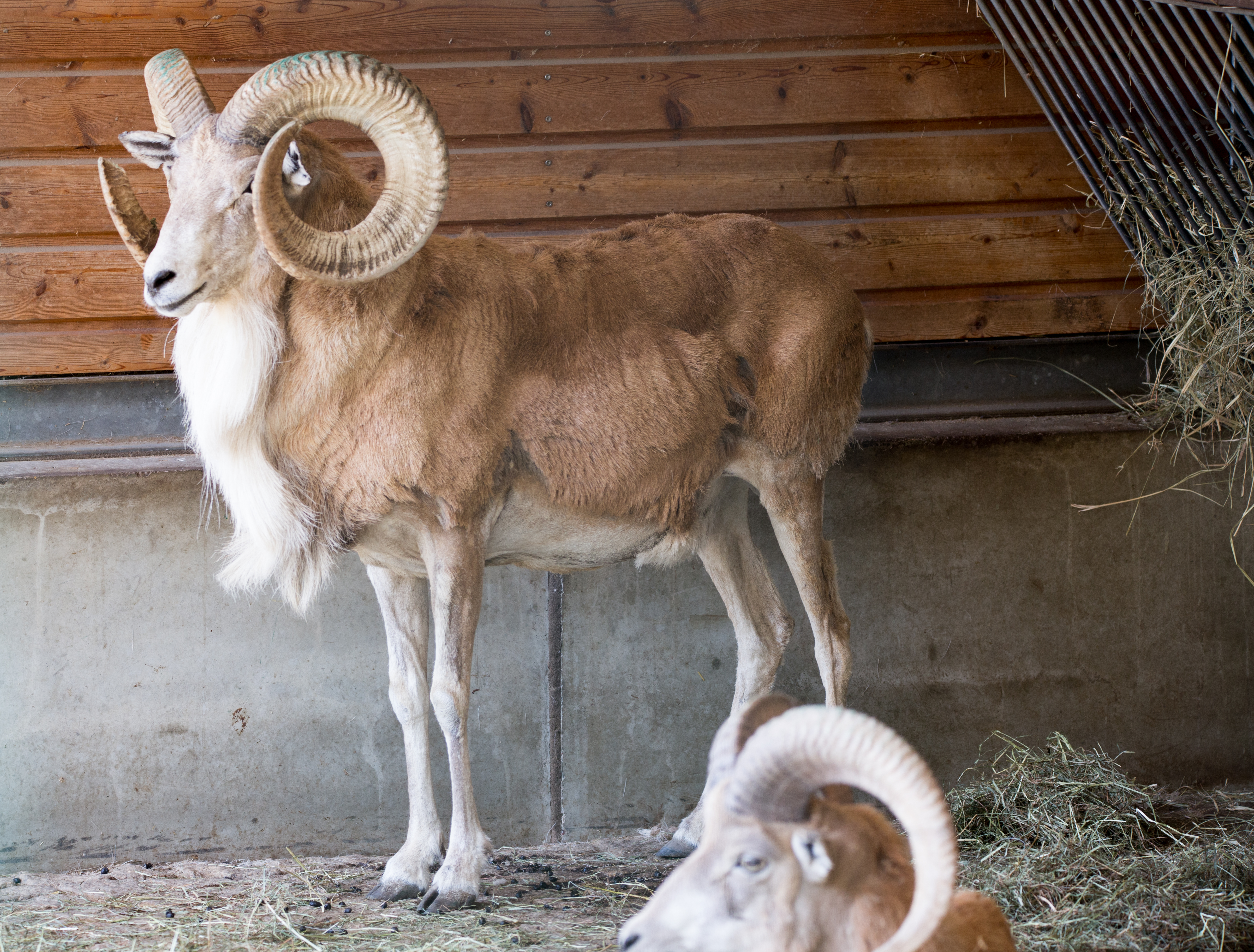
Kreishornschafe
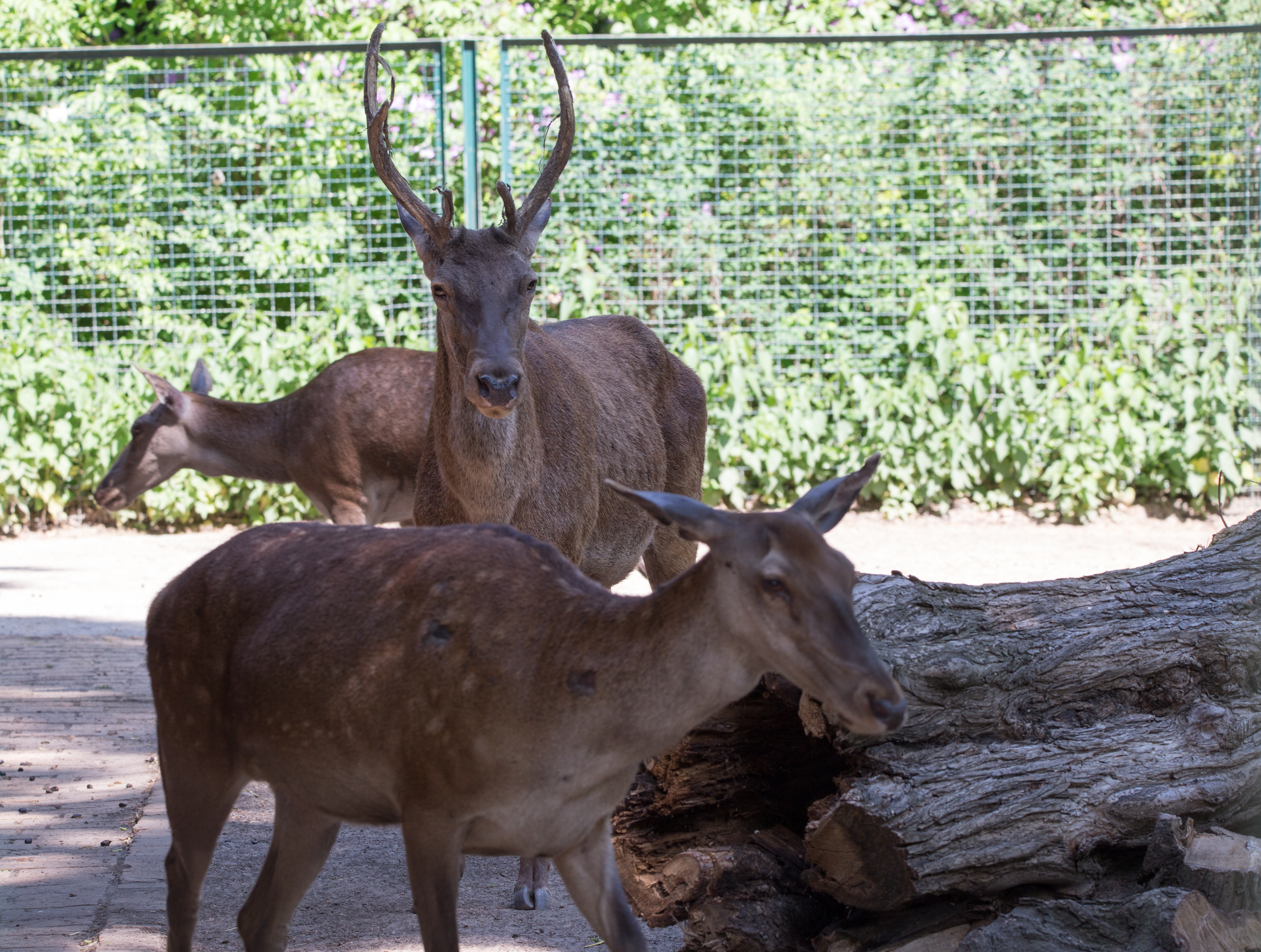
Atlashirsche

## Mediale Präsenz und Besonderheiten

### Rundfunk und Fernsehen
Der Tierpark Berlin war das Aushängeschild der Zoologischen Gärten in der DDR. Demzufolge wurden er und sein Direktor auch hofiert. Die Radiosendung Im Tierpark belauscht mit Karin Rohn und die Fernsehsendungen Zu Besuch bei Prof. Dr. Dr. Dathe sowie Tierparkteletreff, beide mit Annemarie Brodhagen, steigerten die Bekanntheit und Beliebtheit des Tierparks und seines Direktors.
Der Medienerfolg eines Tiergartens setzte sich nach der deutschen Wiedervereinigung mit der Fernsehsendung Elefant, Tiger & Co. aus dem Leipziger Zoo fort, und die ARD strahlte von April bis Juli 2006 die 52-teilige Reihe Panda, Gorilla & Co. aus. Die Produktion des rbb erzählte Geschichten über Berliner Zootiere und ihre Pfleger und berichtete ungefähr zu gleichen Anteilen aus dem Zoologischen Garten und dem Tierpark. Die Sendung führte dazu, dass einige Tierpfleger eine Zeit lang Autogrammkarten bei sich trugen.

### Druckwerke und Andenken
Eine in der DDR sehr populäre Form der Öffentlichkeitswerbung war die Gestaltung von Briefmarken. Mehrmals wurden hier Tierparkmotive benutzt. Eine der häufigsten DDR-Briefmarken war eine grüne Dauermarke zum Wert von 5 Pfennig, die als Motiv die mit einem Pelikan bereicherte Ansicht des Alfred-Brehm-Hauses präsentiert. Darüber hinaus wurde der Poststempelwerbung mit Tierparkmotiven hoher Wert beigemessen.
In den Anfangstagen des Tierparks erschien in der Zeitschrift Freie Welt (19/1955–8/1956) in 14 Folgen eine von Heinz Rammelt illustrierte Bildergeschichte um den Berliner Bären Ottokar, der in aller Welt Tiere für den Tierpark zusammensucht. Zum Abschluss der Geschichte wurde in Heft 9 von 1956 auf zwei Seiten über den Berliner Tierpark berichtet. Ebenfalls 1956 sowie im Folgejahr erschienen unter dem Titel Modellbogen Tierpark Berlin zwei zwölfseitige Bastelbogen-Hefte, anhand derer man im Maßstab 1:90 einige der Tieranlagen als Modell nachbauen konnte. 1962 erschienen zwei weitere Modellbogen, diesmal im Maßstab 1:200.
Im Jahr 1957 wurde mit dem Wegweiser durch den Tierpark das erste Heft dieser Reihe herausgegeben. Seit den 1990er Jahren erschien bis 2013 jährlich eine neue Ausgabe.
Eine bekannte Persönlichkeit des Tierparks ist eine fiktive Person: Ede, der Tierpark-Lehrling und spätere Tierpfleger. Erfunden hat diese Figur der Karikaturist Erich Schmitt, der ein guter Freund des Direktors Dathe war. Inspiriert dazu hatte ihn der erste Tierparklehrling. In Cartoons für Zeitschriften und in mehreren Buch- und Heft-Ausgaben präsentierte sich so ein „VerSCHMITTzter Tierpark“. Schmitt illustrierte auch das Kinderbuch Teepetepee von Kolma Maier-Puschi, das im Kinderbuchverlag Berlin erschien. Die fantastische Märchen-Geschichte beginnt an einem Dienstag, dem 11. September, im Berliner Tierpark damit, dass zwei Kinder und ein riesengroßer Hornfrosch vor den Augen der Besucher verschwinden.
Ebenfalls im Kinderbuchverlag Berlin erschien 1967 das Buch Tierpflegerin Uschi von Friedel Hart. Es schildert die Geschichte eines Mädchens, das eine Tierpfleger-Lehre im Tierpark Berlin absolviert. Alltag, Freude und Sorgen wurden dabei realistisch dargestellt.
Bis 1990 wurde unter anderem auf Zuckerwürfelpackungen, Streichholzschachteln und Bierglasuntersetzern für den Tierpark Berlin geworben. Souvenirs vom Bildkalender über Notizzettelblöcke und Kugelschreiber bis hin zu Postkarten, Sammelbildmappen und Postern bildeten eine Einnahmequelle. Nach dem Mauerfall und der damit verbundenen Neustrukturierung wurde das Souvenir-Angebot zunächst deutlich reduziert. Später kamen dann neben Postkarten und Postern wieder weitere Souvenir-Artikel in das Angebot. Im März 2007 übernahm die Gemeinschaft der Förderer des Tierpark Berlin und des Zoo Berlin e. V. die Aufgabe, im Tierpark Souvenirstände zu betreiben.

### Spendenaktion
Eine der bekanntesten Aktionen zum Tierpark war die Spendenaktion der Kinderzeitschrift Bummi für eine Giraffe: 1960 konnten dank der finanziellen Unterstützung aus dem ganzen Land die beiden Angola-Giraffen Tobias und Ursel erworben werden. Diese Giraffenart hat der Tierpark heute nicht mehr im Bestand, stattdessen werden Uganda-Giraffen gezeigt und gezüchtet. Die erste im Tierpark geborene Giraffe (♀) wurde 1968 in Erinnerung an diese Aktion Bummi genannt.

### Besonderheiten und Diverses

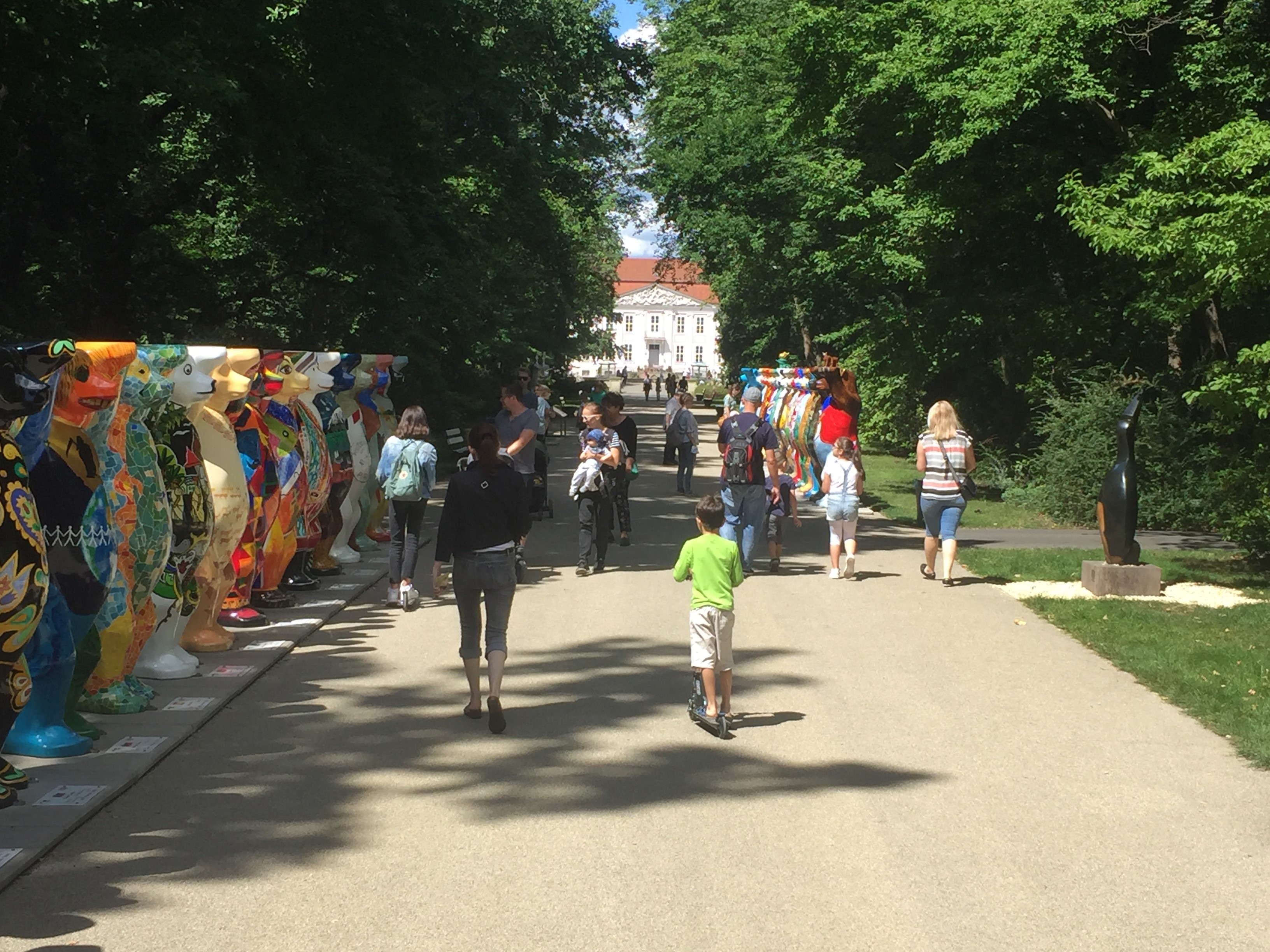
Ausstellung der United Buddy Bears auf der Schlossallee, seit 2020

- Im Tierpark Berlin wurden im Jahr 1969 Aufnahmen gedreht, die im Film Befreiung Szenen aus dem Berliner Zoologischen Garten darstellen.
- Die Matibi-Grundschule in Neu-Hohenschönhausen ist nach dem ersten im Tierpark geborenen Elefanten benannt.
- An der Nordwestgrenze des Tierparks befindet sich das Leibniz-Institut für Zoo- und Wildtierforschung, das mit dem Tierpark zusammenarbeitet. Dort werden neben Forschungen auch tierärztliche Untersuchungen vorgenommen wie etwa Röntgen oder CT.
- Seit 2012 findet im Tierpark jährlich der Volvo Tierparklauf statt. Als Strecken werden 10 km, 5 km und 1400 m (Kinderlauf) bzw. 700 m (Bambinilauf) angeboten.[66]
- Im Juli 2020 hat der Tierpark anlässlich seines 65. Geburtstags 146 United Buddy Bears erhalten, die seither auf der Schlossallee gastieren.[67] Im Berliner Hauptbahnhof wurde für 50 Jahre Förderung Berliner Tierpark 1956–2006 ein Buddy Bear aus der Serie Tänzer, gestaltet von Gizz Farrell (* 1963 in Windhoek, Namibia), aufgestellt.

## Förderung
Der Tierpark Berlin bemüht sich, Fördermöglichkeiten auszuschöpfen, und bittet auch Besucher, den Tierpark finanziell zu unterstützen.
Die heutige Fördergemeinschaft von Tierpark Berlin und Zoo Berlin e. V. wurde im März 1956 gegründet und förderte bis Februar 2007 ausschließlich den Tierpark Berlin. Im Februar 2007 wurden die Satzung und der Name geändert und die Förderung auch auf den Zoologischen Garten Berlin erweitert. Vorsitzender ist seit 2004 Thomas Ziolko.
Der Förderverein ist Gründungsmitglied der Gemeinschaft deutscher Zooförderer und setzt sich für den weiteren Ausbau der beiden Berliner Zoos sowie den Umwelt- und Naturschutz ein. Mit den Beiträgen und Spenden der Mitglieder und Freunde des Vereins werden Anlagen und Gehege für die Tiere finanziert beziehungsweise unterstützt. Der Förderverein zählt über 1300 Mitglieder.
Folgende Projekte hat der Förderverein mitfinanziert: Anlage für Muntjaks (1958; heute für Kasuare), Anlage für Präriehunde (1959; diese Anlage gibt es nicht mehr), Anlage für Europäische Luchse (1961), Anlage für Kanadische Luchse (1975), Anlage für Kattas (1984), Krokodilhaus (1987), Mosaik im Dickhäuterhaus (1989), Volieren für Fasanerie (1992), Anlage für Dingos (1993), Schlangenfarm (1993), Schildkrötenteich (1994), Außenanlage für Malaienbären (1995), Schlangenfarm (1996), Anlage für Schuhschnäbel (1997), Anlage für Schneeleoparden (1998), Papageienanlage (1999/2000), Patenschaft für Mishmi-Takine (2001), Winterhaus für Pelikane (2002), Kleinkatzenkäfige (2003), Haus für Riesenschildkröten (2005), Variwäldchen (2005) und Umgestaltung des Bärenschaufensters (2006).
Im Jahr 2010 wurde auf Initiative der Fördergemeinschaft von Tierpark Berlin und Zoo Berlin e. V. die Stiftung der Freunde der Hauptstadtzoos gegründet. Ziel der Stiftung ist nachhaltige und dauerhafte Förderung von Zoo Berlin und Tierpark Berlin. Vorsitzender des Kuratoriums der Stiftung ist der ehemalige Regierende Bürgermeister von Berlin, Eberhard Diepgen.
Die Übernahme einer Patenschaft für Tiergruppen oder einzelne Tiere ist eine weitere Möglichkeit der Unterstützung. Patenschaftsbeiträge durch Privatpersonen, Unternehmen oder Organisationen sollen helfen, den Unterhalt und die Pflege finanziell abzusichern.

## Besucherservice und Verkehrsanbindung

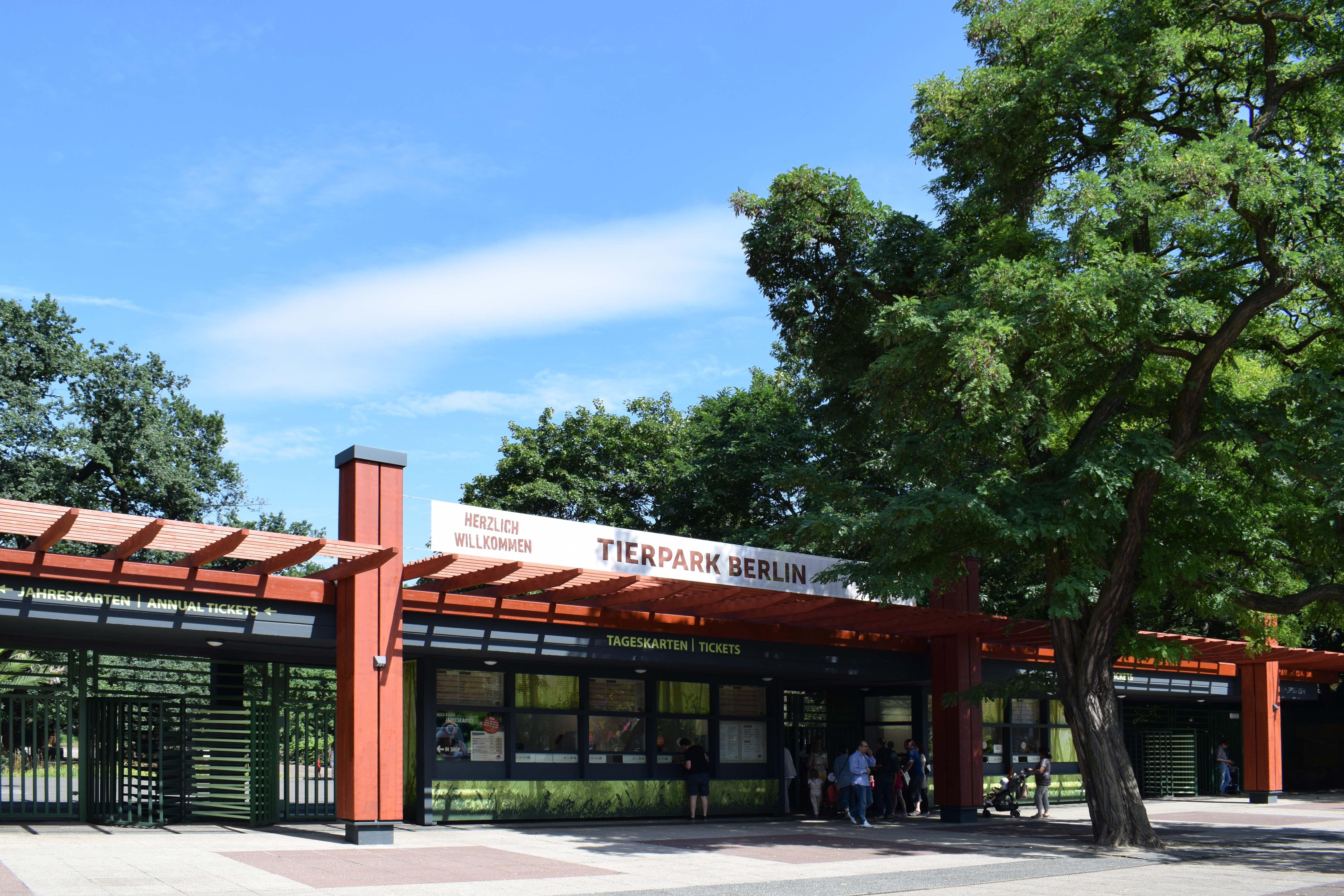
Eingang Bärenschaufenster, 2016

Neben verschiedenen kommentierten öffentlichen Fütterungen und Trainings findet von Ostern bis Ende Oktober seit 2016 in der Kiekemal-Waldbühne eine Flugshow mit Greifvögeln statt. Im Anschluss an die Flugshow wird ein Lama-Spaziergang angeboten. In der warmen Jahreszeit ist mittwochs der Futterexpress unterwegs, bei dem eine Kutsche von einer Girgentana-Ziege gezogen wird und Futtereimer zu einigen Haustiergehegen bringt. Neben der Kiekemal-Waldbühne befindet sich ein Streichelzoo.
Vom Frühling bis zum Herbst und auch an milden Wintertagen ist eine elektrische Parkbahn kostenlos für Besucher nutzbar. Im halbstündigen Takt verkehrt der von der BVG gesponserte Waggon mit vielzähligen Ausstiegspunkten.
Der Tierpark ist mit der Straßenbahn sowie der U-Bahn-Linie U5 (U-Bahnhof Tierpark) erreichbar.

## Statistische Daten
Das von den Besucherzahlen her erfolgreichste Jahr war 1989 mit fast 3,2 Millionen Besuchern.
Vergleichbare Besucherzahlen:
1955 = 600.000,
1966 = 2,2 Millionen,
1990 = 2,2 Millionen,
1995 = 1,2 Millionen,
2000 = 1,1 Millionen.
| Statistische Daten der Jahre 2004–2021 (Stand jeweils per 31. Dezember) |            |            |       |        |           |           |           |           |        |        |            |            |        |       |               |
|                                                                         | Säugetiere | Säugetiere | Vögel | Vögel  | Reptilien | Reptilien | Amphibien | Amphibien | Fische | Fische | Wirbellose | Wirbellose | Summe  | Summe | Besucher      |
| Anzahl                                                                  | Arten      | Anzahl     | Arten | Anzahl | Arten     | Anzahl    | Arten     | Anzahl    | Arten  | Anzahl | Arten      |            | Summe  | Summe | Besucher      |
| 2004                                                                    | 1.962      | 238        | 2.883 | 452    | 573       | 111       | 70        | 6         | 573    | 142    | 2.905      | 112        | 8.966  | 1.061 | 0814.085 *    |
| 2005                                                                    | 1.826      | 235        | 2.910 | 443    | 587       | 110       | 75        | 6         | 1.368  | 139    | 2.512      | 101        | 9.278  | 1.034 | 1.180.566     |
| 2006                                                                    | 1.661      | 225        | 2.896 | 426    | 524       | 109       | 41        | 5         | 1.145  | 135    | 2.456      | 103        | 8.723  | 1.003 | 0865.518      |
| 2007                                                                    | 1.467      | 196        | 2.797 | 419    | 525       | 115       | 17        | 4         | 1.199  | 142    | 1.950      | 100        | 7.955  | 976   | 0910.466      |
| 2008                                                                    | 1.397      | 189        | 2.520 | 409    | 561       | 114       | 31        | 4         | 1.101  | 139    | 2.089      | 95         | 7.699  | 950   | 0967.443      |
| 2009                                                                    | 1.145      | 191        | 2.425 | 389    | 537       | 102       | 39        | 4         | 1.228  | 128    | 2.150      | 83         | 7.524  | 897   | 0947.828      |
| 2010                                                                    | 1.403      | 192        | 2.362 | 384    | 570       | 106       | 44        | 4         | 1.131  | 117    | 1.951      | 81         | 7.461  | 884   | 0966.862      |
| 2011                                                                    | 1.436      | 192        | 2.281 | 372    | 577       | 108       | 57        | 4         | 1.187  | 111    | 2.091      | 78         | 7.629  | 865   | 1.053.222     |
| 2012                                                                    | 1.383      | 197        | 2.225 | 361    | 543       | 104       | 51        | 4         | 1.070  | 112    | 2.087      | 83         | 7.359  | 861   | 1.048.860     |
| 2013                                                                    | 1.283      | 199        | 2.380 | 356    | 508       | 103       | 55        | 3         | 938    | 106    | 2.086      | 79         | 7.250  | 846   | 1.035.899     |
| 2014                                                                    | 1.278      | 189        | 2.120 | 345    | 467       | 103       | 54        | 3         | 1.141  | 100    | 2.622      | 75         | 7.682  | 815   | 1.159.620     |
| 2015                                                                    | 1.252      | 189        | 1.811 | 316    | 445       | 97        | 48        | 4         | 847    | 92     | 2.122      | 64         | 6.525  | 762   | 1.207.010     |
| 2016                                                                    | 1.135      | 184        | 1.545 | 309    | 406       | 100       | 40        | 4         | 5.426  | 102    | 466        | 91         | 9.018  | 790   | 1.318.122     |
| 2017                                                                    | 1.210      | 180        | 1.352 | 270    | 360       | 82        | 89        | 5         | 5.471  | 80     | 377        | 96         | 8.859  | 713   | 1.427.920     |
| 2018                                                                    | 1.158      | 176        | 1.240 | 246    | 312       | 62        | 132       | 5         | 4.596  | 74     | 541        | 93         | 7.979  | 656   | 1.470.254     |
| 2019                                                                    | 1.159      | 166        | 1.172 | 225    | 300       | 67        | 65        | 4         | 7.475  | 79     | 823        | 125        | 10.994 | 667   | 001.726.143   |
| 2020                                                                    | 965        | 155        | 1.204 | 218    | 237       | 55        | 125       | 14        | 4.350  | 68     | 993        | 124        | 7.874  | 634   | 001.220.166 * |
| 2021                                                                    | 1.014      | 160        | 1.158 | 209    | 222       | 52        | 123       | 13        | 2.347  | 68     | 1.708      | 143        | 6.572  | 645   | 001.265.569   |
| 2022                                                                    | 1.023      | 168        | 1.088 | 203    | 229       | 53        | 189       | 13        | 3.688  | 57     | 1.838      | 145        | 8.055  | 639   | 001.606.220   |
| 2023                                                                    | 1.025      | 168        | 1.201 | 189    | 210       | 50        | 167       | 13        | 3.685  | 61     | 1.509      | 151        | 7.797  | 632   | 001.792.271   |

## Dokumentationen

### CD-ROM
- Tierpark Berlin-Friedrichsfelde. Der Park und seine Tiere auf CD-ROM. Köppen Publishing 1999.

### Video
- Berliner Zoogeschichten. Tierpark Berlin-Friedrichsfelde. 57 min.
- Tierpark Berlin. 1995, 45 min.
- Tierpark Berlin. Sirius Video, 60 min.

### DVD
- Heinrich Dathe – Berlins legendärer Tierpark-Professor. rbb media GmbH, 2010; 44 min + 100 min Bonusmaterial.
- Tierpark Berlin – 50 Jahre Tierpark. rbb media GmbH 2005, 45 min.
- Vier auf einen Streich. Geburtenboom bei den Elefanten in Berlin. video manufactur team drei 2006, 38 min.
- Abenteuer Zoo: Berlin Tierpark. VZ Handelsgesellschaft mbH 2006, 45 min.

### Online
- Ick und die Berliner, DEFA-Studio für Dokumentarfilme, Regie: Bruno Kleberg, 1957, 20 min.[75]

- Geheimnisvolle Orte: Tierpark Berlin., Produktion: solo:film im Auftrag des rbb, Regie: Lutz Pehnert, 2024, 44 min.

## Veröffentlichungen und Literatur

### Schriftenreihen
- Tierpark Berlin (Hrsg.): Wegweiser durch den Tierpark – erschien jährlich bis 2013.
- Tierpark Berlin (Hrsg.): Jahresbericht – erschien jährlich bis 2014, dann aufgegangen als Geschäftsbericht der Tierpark Berlin-Friedrichsfelde GmbH im jährlichen Geschäftsbericht der Zoologische Gärten Berlin.
- Tierpark Berlin (Hrsg.): MILU – Mitteilungen aus dem Tierpark Berlin-Friedrichsfelde – erschien unregelmäßig zwischen 1960 und 2013, ISSN 0076-8839.
- Gemeinschaft der Förderer von Tierpark Berlin und Zoologischem Garten Berlin e. V. (Hrsg.): Takin (erscheint zweimal im Jahr).

### Einzelveröffentlichungen
- Bernhard Blaszkiewitz: 50 Jahre Tierpark Berlin. Eine Chronik in Bildern. Berlin 2005.
- Bernhard Blaszkiewitz: 55 Jahre Tierpark Berlin. Eine Chronik in Bildern. Berlin 2010.
- Bernhard Blaszkiewitz: Tierpark Berlin 1955–2013. Eine Chronik in Bildern. Berlin 2013.
- Heinrich Dathe: Lebenserinnerungen eines leidenschaftlichen Tiergärtners. München/Berlin 2001, ISBN 3-7338-0313-2.
- Heinrich Dathe: Lebenserinnerungen eines leidenschaftlichen Tiergärtners. Mit einem Vorwort von Bernhard Blaszkiewitz. 3. aktualisierte Auflage Berlin 2010, ISBN 3-86541-372-2.
- Heinrich Dathe: Im Tierpark belauscht. Wittenberg 1964.
- Heinrich Dathe: Erlebnisse mit Zootieren. Wittenberg 1972.
- Heinrich Dathe (Texte), Ulla Zernicke (Fotos): Oase. Der Tierpark in Berlin. Wittenberg 1972.
- Heinrich Dathe (Hrsg.): Der künstlerische Schmuck des Tierparks Berlin. Berlin 1980.
- G. Funeck, W. Schönholz, F. Steinwasser: Park- und Grünanlagen in Berlin. Berlin-Information 1987, ISBN 3-7442-0028-0.
- Detlef Karg: Das Nordparterre im Tierpark Berlin-Friedrichsfelde. Eine Rekonstruktion. In: Die Gartenkunst Band 2, Nr. 2, 1990, S. 298–309.
- Manfred Kofferschläger: Unbedingt mausgrau. Frühe Episoden aus dem Tierpark Berlin. Kückenshagen 2007, ISBN 978-3-938398-53-1.
- Clemens Maier-Wolthausen: Alphamännchen und hohe Tiere, deutsch-deutsche Beziehungen in Tierpark und Zoo Berlin, 1955–1991. Reimer, Berlin 2022, ISBN 978-3-496-01675-5.
- Enrico Matthies (Hrsg.): Tiere mit steinernem Herzen und bronzener Haut. Der künstlerische Schmuck des Tierparks Berlin. Berlin 2009.
- Jürgen Mladek: Unser Tierpark-Buch. Verlag Das Neue Berlin, Berlin 2010, ISBN 978-3-360-01987-5.
- Museumspädagogischer Dienst Berlin (Hrsg.): Gartenplan – Tierpark und Schloss Friedrichsfelde. Berlin 1998.
- Werner Synakiewicz: Tierpark Berlin. Die schönsten Geschichten. Berlin-Brandenburg 2005, ISBN 3-8148-0138-5.
- Christian Matschei, Susann Liniek: Botanischer Wegweiser – Tierpark Berlin. Gemeinschaft der Förderer von Tierpark Berlin und Zoologischem Garten e. V., Berlin 2014.